# Béja
Pour les articles homonymes, voir Beja.
Ne doit pas être confondu avec Béjaïa.
Béja (arabe : باجة  [bɛːʒæ]) est une ville du Nord-Ouest de la Tunisie située à une centaine de kilomètres de Tunis et à une cinquantaine de kilomètres de la frontière tuniso-algérienne.
Chef-lieu du gouvernorat du même nom, elle constitue une municipalité comptant 62 303 habitants en 2014.

## Étymologie
Vaga est le nom antique de l'actuelle Béja. C'est dans la Guerre de Jugurtha écrit par Salluste que le nom de Vaga est cité pour la première fois dans une œuvre écrite. Salluste en parle comme d'une ville qui avait déjà à cette époque une citadelle et des portes.
Pline l'Ancien en parle aussi dans son Histoire naturelle. Pour sa part, Plutarque évoque aussi cette ville dans Les Vies des hommes illustres sous l'orthographe « Vacca ». Enfin, le vers 260 de Silius Italicus dans ses Punica indique aussi l'existence de cette ville. Plus tard, le nom de Vaga subira plusieurs transformations et ce n'est qu'à partir du XIXe siècle que l'orthographe actuelle est d'usage :
- Al-Bakri dans sa Description de l'Afrique septentrionale l'appellera Badja ;
- Léon l'Africain dans De l'Afrique l'appellera Beggie et Beggia ;
- Luis del Mármol Carvajal (1520-1600) dans son Afrique l'appellera Beggie ;
- Laurent d'Arvieux dans ses Mémoires l'appellera Bege ou Begie ;
- Thomas Shaw (1694-1751) dans Voyages l'appellera Bay-jah ;
- Jean-André Peyssonnel dans Voyages dans les régences de Tunis et d'Alger l'appellera Bège.

Léon l'Africain explique dans De l'Afrique l'origine du nom de la ville : 
« Elle [Béja] fut fabriquée par les Romains sur les fondements d'une autre qui y était auparavant, et pour cela s'appelait Vecchia qui signifie vieille ; et par la corruption du temps, le « v » fut transformé en « b », et les deux « cc » en deux « gg », tant que maintenant elle retient le nom de Beggia. Mais je crois qu'il a été corrompu par les grandes et fréquentes mutations des seigneuries et lois. »

L'abbé Neu étudie aussi dans Notice historique sur la ville de Béja l'origine du nom Vaga : 
« Les Arabes l'appellent Badja, nom évidemment dérivé de la Vaga des Romains. Ce mot malgré sa signification de vagabond en latin, ou de vagues que produit le blé sous la brise, et qui rappellent les vagues de la mer, ne me paraît cependant être qu'une corruption du nom libyen ou phénicien que Béja portait dès son origine. »
Le nom de Béja aurait ainsi à l'origine la même racine berbère que d'autres noms de villes du Maghreb, tels que Dougga (Thouga) et Béjaïa ou Ksar Baghaï (Bagaï) dans les Aurès. Béjaïa est un toponyme arabe dérivé du toponyme berbère (variante kabyle) Bgayet, notamment par translittération du son ǧ en dj (ج). Ce nom berbère — qui aurait été à l'origine Tabgayet, mais dont le t initial marquant le genre féminin serait tombé en désuétude — serait issu des mots tabegga, tabeɣayt, signifiant « ronces et mûres sauvages ».

## Géographie

### Site
Au centre de l'une des régions les plus verdoyantes du pays, à la lisière des monts de Kroumirie et dans une trouée qui est une extension de la vallée de la Medjerda, la région de Béja présente des paysages variés : zones montagneuses densément recouvertes d'arbres, plaines agricoles et vallées fluviales.

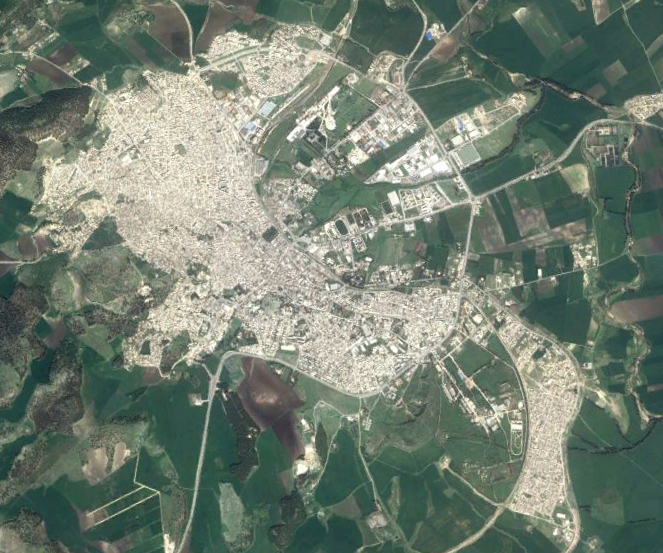
Béja vue par satellite.

Caractéristiques des sols de Béja, le vertisol, sol très fertile, est riche en argile contenant une couche d'oxyde d'aluminium enserrée par deux couches de tétraèdres de silice. Ces sols se forment dans les régions où les climats présentent de grandes différences saisonnières et sont alternativement saturés en eau en hiver puis desséchés en été. En gonflant et se rétractant en fonction de leur teneur en eau, les feuillets des argiles piègent un peu de matière organique si bien que ces sols argileux très caractéristiques sont noirs. Hérodote attirait déjà l'attention sur ce type de sol. Cette fertilité du sol de Béja est légendaire, Léon l'Africain l'évoquant aussi dans son De l'Afrique.
À Béja et tout autour de la ville se trouvent aussi de nombreux calcaires nummulitiques plus ou moins durs ou marneux datant de l'Éocène. Le calcaire à nummulites est une roche sédimentaire qui contient une grande quantité de nummulites ayant la forme d'une piécette et ayant vécu dans des mers chaudes peu profondes pendant l'Éocène, il y a environ 40 millions d'années. Sous la kasbah de Béja, on a découvert un banc d'ostrea multicostata. Dans la carrière de Béja, on peut récolter de nombreuses nummulites, des sections d'oursins, des brachiopodes et des ditrypa.

### Climat
La ville de Béja jouit d'un climat méditerranéen caractérisé par une saison fraîche et pluvieuse et une saison chaude et sèche. L'hiver est la saison la plus humide de l'année : il tombe ainsi plus du tiers des précipitations annuelles au cours de cette période, ce qui représente un jour de pluie tous les deux ou trois jours. L'ensoleillement entretient tout de même une certaine douceur : les températures évoluent en moyenne entre 5 °C le matin et 14 °C l'après-midi. Les gelées sont donc rares. Au printemps, il tombe moins de pluie : le cumul des précipitations diminue ainsi de moitié. L'ensoleillement devient prépondérant au fil des mois pour atteindre dix heures en moyenne par jour au mois de mai. Les températures s'en ressentent, variant en mars entre 7 et 18 °C, en mai entre 11 et 22 °C. En été, la pluie se fait totalement absente et l'ensoleillement maximum. Les valeurs moyennes des températures sont très élevées, parfois accompagnées de sirocco. Cette saison connaît des chaleurs caniculaires, Béja ayant déjà enregistré des températures records de 45 °C en juillet et août. En automne, il se remet à pleuvoir, souvent à l'occasion d'orages accompagné de vents forts, ce qui provoque parfois des chutes d'arbres et des pannes d'électricité. Le mois de novembre marque en général une coupure thermique avec des températures qui évoluent en moyenne entre 13 et 20 °C.
| Mois                                | jan. | fév. | mars | avril | mai  | juin | jui. | août | sep. | oct. | nov. | déc. | année |
| ----------------------------------- | ---- | ---- | ---- | ----- | ---- | ---- | ---- | ---- | ---- | ---- | ---- | ---- | ----- |
| Température minimale moyenne (°C)   | 5,1  | 5,3  | 7,1  | 8,5   | 10,9 | 12,7 | 15,2 | 15,4 | 15,3 | 12,4 | 8,4  | 6,2  | 10    |
| Température moyenne (°C)            | 9,3  | 10,1 | 12,5 | 15,6  | 19,3 | 24   | 27,3 | 27,6 | 24,4 | 19,2 | 14,1 | 10,4 | 18    |
| Température maximale moyenne (°C)   | 13,5 | 14,9 | 17,9 | 19,9  | 22,8 | 28   | 33   | 33,1 | 29,8 | 25,4 | 18,5 | 15,3 | 23    |
| Précipitations (mm)                 | 104  | 88   | 64   | 51    | 33   | 15   | 6    | 5    | 34   | 60   | 61   | 105  | 626   |
| Nombre de jours avec précipitations | 13   | 12   | 10   | 11    | 7    | 3    | 1    | 2    | 9    | 9    | 11   | 15   | 103   |
| Humidité relative (%)               | 80   | 73   | 73   | 66    | 61   | 54   | 47   | 48   | 56   | 65   | 77   | 82   | 82    |

| Diagramme climatique                                  |           |           |           |            |          |         |           |            |            |           |            |
| J                                                     | F         | M         | A         | M          | J        | J       | A         | S          | O          | N         | D          |
| 13,55,1104                                            | 14,95,388 | 17,97,164 | 19,98,551 | 22,810,933 | 2812,715 | 3315,26 | 33,115,45 | 29,815,334 | 25,412,460 | 18,58,461 | 15,36,2105 |
| Moyennes : • Temp. maxi et mini °C • Précipitation mm |           |           |           |            |          |         |           |            |            |           |            |

## Histoire

### Préhistoire
La présence d'êtres humains dans la région de Béja est attestée depuis la préhistoire par les nombreuses pierres taillées et le type d'habitat spécifique de la région.

### Origines berbères
Dans sa Notice historique sur la ville de Béja, l'abbé Neu retrace les grandes lignes de l'histoire de Béja depuis sa fondation par les Berbères jusqu'en 674, année de la fondation de Kairouan par Oqba Ibn Nafi al-Fihri. Évoquant la fondation de la cité, il écrit : 
« Il est permis de croire que la région de Béja, par la beauté de ses sites, la fertilité de son territoire, ses grandes forêts, avait dû attirer de bonne heure quelque tribu libyenne qui s'y est fixée et a prospéré [...] La tribu libyenne indigène qui s'est originairement établie sur l'emplacement de la ville de Béja, est celle des Ouarigha ou Avrigha, les Afarick des généalogistes arabes, qui peuplèrent une grande partie de la région qui devint dans la suite le territoire de Carthage. »
Léon l'Africain confirme que Béja existait déjà avant l'arrivée en Tunisie des Phéniciens en précisant qu'elle « fut fabriquée par les Romains sur les fondements d'une autre qui y était auparavant », ce qui expliquait pour lui son nom de Vecchia qui signifie « vieille ». C'est Hérodote, au Ve siècle av. J.-C., qui donne dans son Enquête une description du cadre de vie et des habitudes des habitants de cette région de la Tunisie s'adonnant essentiellement à l'agriculture.
Vaga, ville très riche à cette époque, est déjà, pour des raisons défensives, une ville fortifiée, bâtie en terrasse, et possède une citadelle, des portes et des tours ; c'est ainsi que Salluste décrit Vaga dans la Guerre de Jugurtha. Vu l'importance vitale de l'eau, la fondation de la ville de Béja sur les pentes d'une colline d'où jaillissent des dizaines de sources n'est sans doute pas due au hasard : l'eau servait à la purification du corps et des divinités y étaient rattachées en raison de sa nature thérapeutique du corps et de l'esprit. La source la plus importante est celle qui porte le nom de la ville : Aïn Béja.

### Développement carthaginois

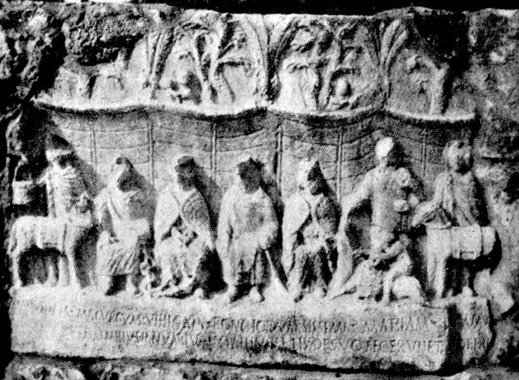
Photographie ancienne du bas-relief des sept personnages dit des Dii Mauri, calcaire, IIIe siècle, provenant d'El-Ayaida, musée national du Bardo.

Avec l'arrivée des Phéniciens sur les côtes tunisiennes et la fondation de Carthage en 814 av. J.-C., une nouvelle ère s'ouvre et Béja devient une cité florissante équipée d'une garnison et fortifiée. L'existence de la cité phénicienne sur l'emplacement de Béja a d'ailleurs été confirmée par la découverte d'une nécropole punique où ont été mises au jour quelque 150 tombes.
Les Phéniciens ont apporté avec eux leurs divinités qui se mélangèrent harmonieusement aux divinités berbères pour former un seul panthéon. Parmi les vestiges de cette tradition figure d'une part un bas-relief des sept personnages de Béja, exposé au musée national du Bardo à Tunis, montre Bonchor qui occupe la place d'honneur au centre, tenant à la main une sorte de sceptre. À sa droite se trouvent Vihinam, vêtue d'une longue cape et qui semble présider aux accouchements, Macurgum accoudé à un bâton autour duquel s'enroule un serpent évoquant Esculape et le cavalier Macurtam. À sa gauche figurent Varsissima vêtue d'une longue cape sans attribut, Matilam devant lequel gît un bélier sacrifié et le cavalier Iunam. L'une des portes antiques de Béja s'appelle d'ailleurs Bab Essabaa ou « Porte des Sept ». D'autre part, le musée de Leyde (Rijksmuseum van Oudheden) aux Pays-Bas conserve une stèle punique déterrée à Béja où les sept planètes sont représentées sous des figures humaines.
Intégrée à l'empire carthaginois, la cité est touchée par les guerres puniques successives ; la cité s'illustre notamment durant la deuxième guerre punique en appuyant les efforts de guerre du général Hannibal Barca. Dans Punica, Silius Italicus énumère de façon détaillée le nom des chefs et des villes, dont Vaga, qui ont envoyé des secours à Hannibal Barca dans la lutte qu'il soutient contre Rome.
En 146 av. J.-C., au terme de la troisième guerre punique, Scipion Émilien s'empare de Carthage et la fait raser. Dans le même temps, Massinissa conserve son royaume et parvient à l'agrandir. Immédiatement, Scipion creuse un fossé, la Fossa regia qui isole les royaumes numides des territoires passés en mains romaines. Le territoire de Béja ne fut pas occupé car il faisait partie des terres revendiquées puis récupérées par Massinissa. Sous les règnes de Massinissa puis de Micipsa, le royaume garde un semblant d'indépendance sous la surveillance des consuls romains basés à Carthage. Rome lance alors le processus de romanisation du pays et envoie de nombreuses colonies qui implantent peu à peu l'usage de la langue latine et la civilisation romaine. De nombreux commerçants et colons en profitent pour s'installer à Béja et augmentent le nombre des Romains habitant cette ville. Cette affluence d'étrangers déplaît toutefois aux populations indigènes qui sont encore loin d'être totalement soumises à cette époque.

### Épopée de Jugurtha

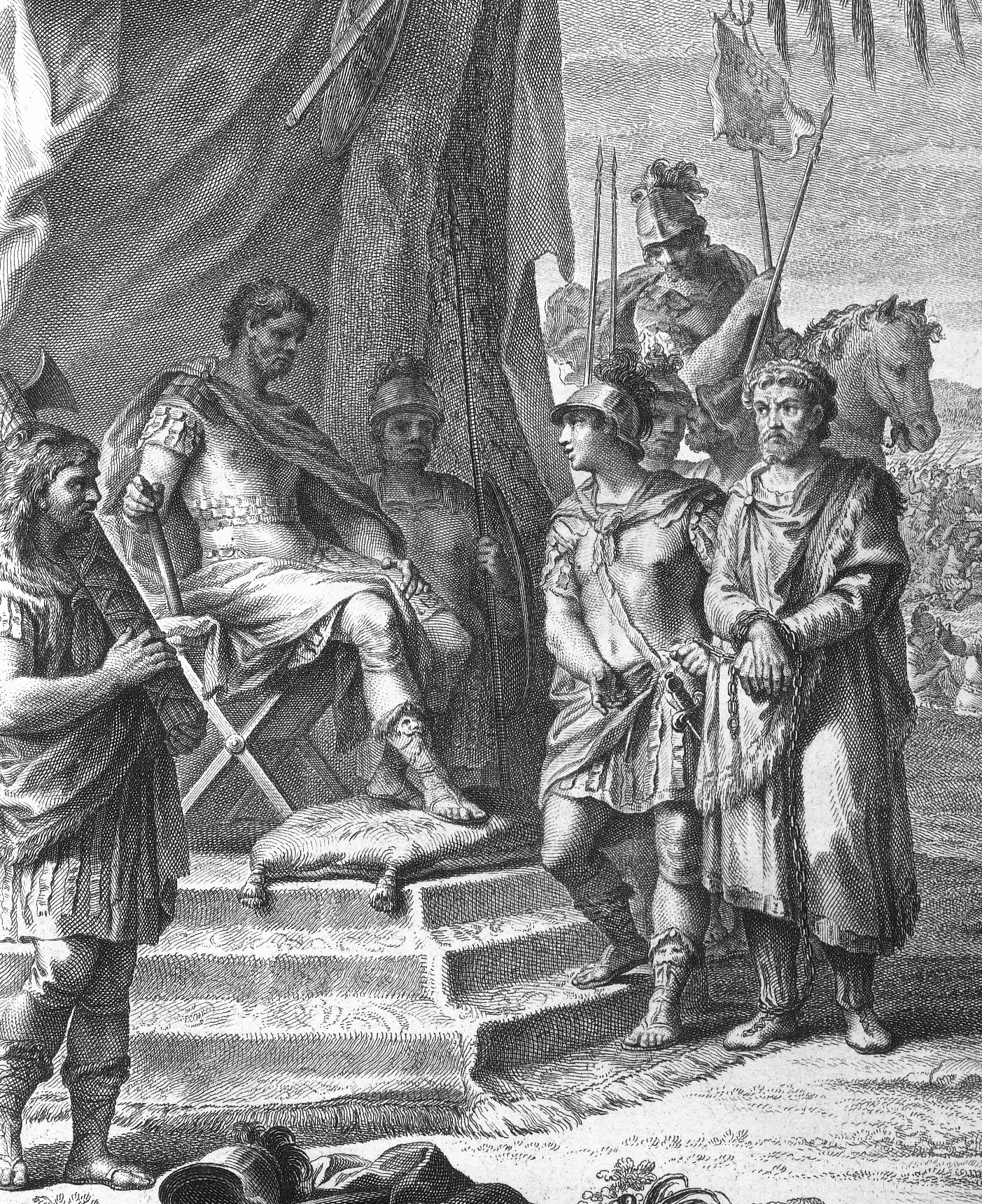
Jugurtha emprisonné par les Romains : gravure provenant d'une édition espagnole du Bellum Iugurthinum imprimée à Madrid en 1772.

En 118 av. J.-C., Micipsa désigne pour lui succéder ses deux fils Hiempsal et Adherbal devant régner conjointement avec leur cousin Jugurtha. Ce dernier, hostile à l'influence romaine, souhaite se défaire de ses cousins acquis à la politique romaine : il fait assassiner Hiempsal mais Adherbal s'enfuit et demande la protection du Sénat romain qui lui accorde la partie occidentale du royaume alors que Jugurtha établit le siège de son gouvernement à Béja. En 112 av. J.-C., ce dernier lève une armée et s'empare du territoire d'Adherbal qui est massacré avec ses principaux partisans. Rome prend ce prétexte pour déclarer la guerre à Jugurtha qui n'est pas en mesure de résister à l'armée romaine. Il corrompt alors le chef de celle-ci et obtient un traité de paix que le Sénat romain ne ratifie pas. En 109 av. J.-C., Rome lui déclare donc à nouveau la guerre, poussant Jugurtha à abandonner Béja et à s'enfoncer dans la campagne pour y attirer l'armée romaine. Le consul Quintus Caecilius Metellus Numidicus, qui commande la colonne romaine, se contente toutefois de s'emparer de Béja, de la fortifier et d'y réunir des vivres pour permettre à la garnison qu'il y laisse de soutenir un long siège.
Les habitants de Béja acceptent assez facilement la garnison dont la présence contribue à la prospérité du commerce local. Néanmoins, Jugurtha parvient à convaincre les chefs numides de la cité de se retourner contre la garnison. Ces événements du 13 décembre 109 av. J.-C. seront décrits par Salluste. Dès que Metellus connut les événements de Béja, il s'enferma quelques instants chez lui pour donner un libre cours à ses larmes et pour méditer sa vengeance. À la tête d'une légion appuyée par des cavaliers numides, il parvient à reprendre Béja, la population croyant à un retour de Jugurtha lui ouvrit les portes de la cité. Après avoir rétabli l'ordre, Metellus y laisse une nouvelle garnison et attend Jugurtha qu'il met finalement en déroute. En 107 av. J.-C., Marius, son lieutenant, est nommé consul et poursuit les hostilités durant trois ans.
Trahi par Bocchus, son beau-père et allié, qui le livre enchaîné à un lieutenant de Marius, Jugurtha est envoyé quelques années plus tard à Rome et jeté en prison où il meurt sans doute étranglé.

### Domination romaine
En 46 av. J.-C., après la défaite de Jugurtha, Rome étend son territoire : Carthage et la plus grande partie des états de Jugurtha deviennent officiellement province romaine. Béja, en raison de sa position et de son importance stratégique, reçoit une garnison permanente et se voit intégrée à la province. En 17 av. J.-C., l'actuelle Tunisie et la Tripolitaine sont réunies en une seule province qui prend le nom de province consulaire d'Afrique. À cette époque, les Romains démantèlent la vieille citadelle carthaginoise de Béja et construisent celle dont subsistent les restes imposants tout comme les fortifications. Les Romains élèvent par ailleurs d'autres monuments et embellissent la ville qui redevient durant quatre siècles une cité florissante.

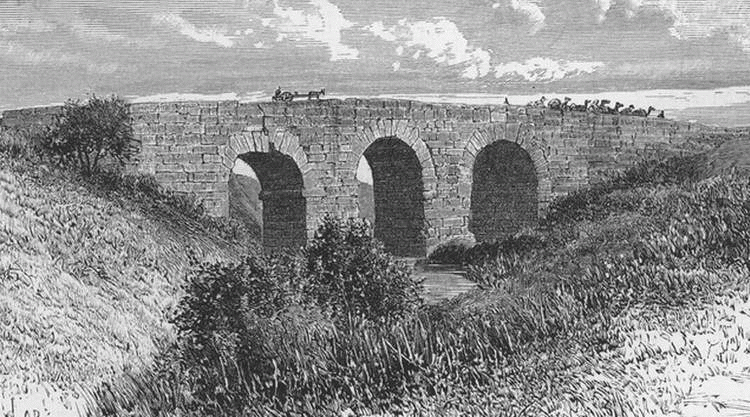
Pont de Tibère.

Les Romains apportent leurs divinités gréco-romaines et l'on retrouve en grand nombre les noms de ces divinités sur les stèles commémoratives et les épitaphes funéraires : Saturne vient en tête suivi de Diane, Mercure ou Jupiter assimilé à Sabazios.
En 29, sous le règne de l'empereur Tibère, les Romains construisent un pont au sud de la ville, pour permettre à la voie romaine Carthage - Hippone (via Tabarka) de franchir l'oued Béja. Ce pont est remanié ultérieurement, peut-être en 76 comme le laisse penser une inscription trouvée à proximité. Il est toujours visible de nos jours.
En 193, Béja toujours prospère est élevée par l'empereur Septime Sévère au rang de colonie romaine et prend le nom de Colonia Septimia Vaga. La dédicace de l'arc de triomphe de Septime Sévère, érigé à Béja en 209, commémore d'ailleurs cet événement.

### Déchéance et renaissance
En 429, les Vandales, sous la conduite de Genséric, débarquent en Afrique du Nord et parcourent sa côte septentrionale, prenant et saccageant toutes les villes se trouvant sur leur route dont Béja : la ville est abandonnée durant un siècle.
En 533, Genséric fait raser les fortifications et démanteler le fort. Après la chute du royaume vandale en s1, sous les coups de l'armée byzantine menée par le général Bélisaire, l'empereur Justinien charge le comte Paulus de diriger les travaux de restauration de la ville et de ses fortifications qui forment dès lors une double enceinte : la première comprenant la citadelle et la seconde, qui entoure une partie de la ville, ayant la forme d'un hexagone irrégulier flanqué de 22 tours massives. En effet, dominant le flanc d'une colline à l'extrémité d'une vaste plaine, la place forte doit protéger les terres fertiles qui l'environnent, surveiller les routes et tenir en respect les turbulentes tribus montagnardes. C'est pourquoi, Justinien fait élever quelques ouvrages avancés sur les routes menant à Mateur et Tabarka. L'historien Procope de Césarée rapporte que les habitants donnèrent à leur cité le nom de Theodorida, en l'honneur de Théodora, épouse de l'empereur Justinien qui rebâtit la ville. Une inscription trouvée dans les remparts près du Contrôle civil de Béja rappelle ce fait.

### Moyen Âge
En 670, Oqba Ibn Nafi al-Fihri fonde Kairouan et en chassent les Byzantins qui se replient vers Carthage, prise en 695, puis vers le nord-ouest, notamment à l'abri des murailles de Béja. En 696, un cousin du prophète Mahomet, meurt dans une bataille à Béja tout comme un grand nombre de soldats. L'année suivante marque la chute de l'exarchat de Carthage et la fin du règne byzantin.
En 943, Abu Yazid prend Béja après une brève bataille contre les troupes fatimides : la ville est incendiée, les habitants (hommes et enfants) sont massacrés et les femmes réduites à l'esclavage, ce que confirme Al-Bakri qui évoque ces événements dans sa Description de l'Afrique septentrionale. Avec l'arrivée des Hilaliens sur la Tunisie au XIe siècle, les Riahs s'établissent au nord de la Medjerda et l'une de leurs fractions, les Akhdar, prend Béja et s'y établit. Ils en sont expulsés par le calife almohade Abu Yusuf Yaqub al-Mansur en 1187 après soutenu l'aventurier almoravide Ali ibn Ghania parti des îles Baléares pour se lancer à l'assaut des villes de l'Ifriqiya. En 1199, son frère Yahia assiège Béja qu'il livre au pillage. Dans les siècles suivants, Béja continue de souffrir de sa position stratégique, ce que confirme Mohamed El Abdery, voyageur et historien andalou qui visite l'Ifriqiya au XIIIe siècle.
Al-Bakri indique dans sa Description de l'Afrique septentrionale que la forteresse a été « bâtie à l'époque où vivait Jésus » et que la cité renferme « un grand nombre de caravansérails et trois places ouvertes où se tient le marché des comestibles ». L'abondance et la qualité des sources d'eau, qu'il attribue au climat pluvieux de la région, figurent également dans son récit et permettent de souligner la fertilité des terres environnantes et la grande production agricole qui en découle. Al Idrissi, qui se rend dans la région vers 1130, souligne « qu'il n'est dans tout le Maghreb de ville de l'importance de Badja qui soit plus riche en céréales ».

### Époque moderne
Léon l'Africain parcourt un peu avant 1516 l'Afrique du Nord. Dans le recit de son voyage se trouve une description de Béja où il remarque « toutes sortes d'artisans, même de tissiers et d'une infinité de gens s'adonnant à l'agriculture parce que la campagne est fort spacieuse et fertile ». Luis del Mármol Carvajal signale que la richesse de la cité « fait dire ordinairement à ceux de Tunis que s'il y avait encore une ville comme celle-là le blé serait aussi commun que le sable » tout en remarquant que « les habitants néanmoins sont pauvres, à cause de cela le labourage diminue, outre qu'ils ont beaucoup à souffrir des courses des Arabes qui sont fort puissants en ces quartiers ». Ces observations sont corroborées en tout point par Pierre d'Avity dans sa Description générale de l'Afrique. Laurent d'Arvieux, de passage dans la ville, y embarquent de nombreux animaux offerts par le dey de Tunis pour la ménagerie du château de Versailles.
Avec l'instauration de la dynastie des Husseinites, le souverain tunisois procède à une levée annuelle des impôts décrite par le chroniqueur béjaois Mohammed Seghaier Ben Youssef El Béji.
En 1734, les Algériens envahissent la Tunisie. Hussein Ier Bey fait alors évacuer les villes situées sur leur route, parmi lesquelles Béja dont une partie des habitants se réfugient à Tunis sous la conduite du kahia des spahis de la ville. En 1737, Ali Ier Pacha, neveu d'Hussein Ben Ali qui le renversa, envoie deux armées procéder à la levée des impôts. Son fils Younès s'installe au Bardo de Béja et fait renforcer les défenses de la kasbah. Trois ans plus tard, il fait examiner par le commandant de la garnison turque, le caïd et l'amine des maçons la possibilité d'agrandir celle-ci ; quelques années plus tard, la kasbah est agrandie, les remparts et le Bardo de Béja restaurés. En 1746, sous la menace d'une nouvelle attaque algérienne, quelques notables sous la conduite du caïd Sassi quittent la ville mais le reste des habitants y demeure à l'instigation du cheikh Mohammed Smadhi. En 1747, le prince Younès, qui avait caché à son père la défection des habitants de Béja, prend la ville et autorise ses soldats à tuer autant de personnes qu'ils le voudraient. Mais, pendant la nuit, le marabout Sidi Bouteffaha lui serait apparu en rêve et le menacerait de châtiments divins s'il mettait ses ordres à exécution. Enfermé dans le Bardo de Béja pendant plusieurs mois, il finit par quitter la ville. Durant les années suivantes, la perception des impôts s'effectue avec une extrême rigueur. En 1756, à l'occasion d'une nouvelle incursion algérienne, le bey donne l'ordre d'expulser les habitants récalcitrants qui se défendirent et forcèrent leurs tortionnaires à fuir.
Jean-André Peyssonnel, qui visite la ville à cette époque, remarque qu'elle est « très considérable par son commerce, principalement en blé, et par le séjour que le bey y fait pendant la campagne d'été. Il y a construit un bardo à quelque distance de la ville, accompagné d'un jardin assez joli et considérable pour le pays ». »

### Époque contemporaine

#### XIXesiècle
En 1850, Ahmed Sellami, caïd sous les règnes d'Ahmed Ier Bey et de Sadok Bey, pacifie la région après la révolte de la population à l'instigation de Sid El Adel, prince qui habitait le Bardo de Béja. En 1864, les Kroumirs, lassés par les exactions du ministre Mustapha Khaznadar, se révoltent et marchent sur Tunis sans l'appui des Drids de Béja qui leur font défection. Indignés, les Kroumirs descendent de leurs montagnes en janvier 1865, se ruent sur la fertile plaine, pillent les propriétés et enlèvent les troupeaux.

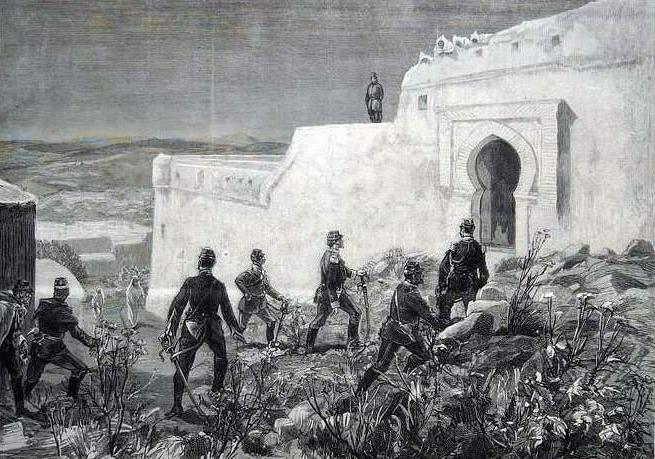
Représentation de la prise de Béja le 20 mai 1881.

Plusieurs voyageurs français visitent la Tunisie dans la seconde moitié du siècle et s'arrête durant leur périple à Béja. Henry Dunant évoque dans sa Notice sur la régence de Tunis que Béja que « les Maures qui l'habitent sont industrieux, et font un grand commerce avec l'intérieur ». Victor Guérin décrit aussi Béja lors d'un voyage en 1860 en précisant que « la mosquée principale, consacrée à Sidi Aïssa, passe pour la plus ancienne de la Tunisie » et « aurait été primitivement une église chrétienne » qui aurait été remaniée par la suite. La population ne dépasse pas alors 4 000 habitants.
Albert de La Berge décrit aussi Béja comme ayant « une importance stratégique par sa position aux confins sud-est du pays des Kroumirs et par le peu de distance qui la sépare de la vallée et du chemin de fer de la Medjerda ». Il lui trouve « un aspect assez pittoresque » avec sa forme ressemblant à « un pentagone irrégulier dont la kasbah serait le sommet ». Il remarque également la source d'Aïn Béja et les restes du pont romain. Évaluant également la population entre 4 000 et 5 000 habitants, il remarque que la cité « a perdu son ancienne splendeur et elle ne tente le voyageur que par sa position gracieuse et la vue magnifique dont on jouit du haut de sa kasbah ».
Le 1er septembre 1879, la ligne de chemin de fer Tunis-Béja-Jendouba est ouverte au trafic pour la desserte des mines de plomb. Cette ligne est prolongée en 1884 jusqu'à Ghardimaou pour la raccorder au réseau ferroviaire algérien. Le traité du Bardo du 12 mai 1881 place la Tunisie sous le protectorat français.
Dans En Tunisie : récit de l'expédition française, Albert de La Berge décrit l'arrivée des soldats français à Béja le 20 mai :
« Deux jours après l'occupation de Mateur, la brigade Logerot entrait à Béja, occupait la kasbah et démolissait une partie des remparts de la ville. »

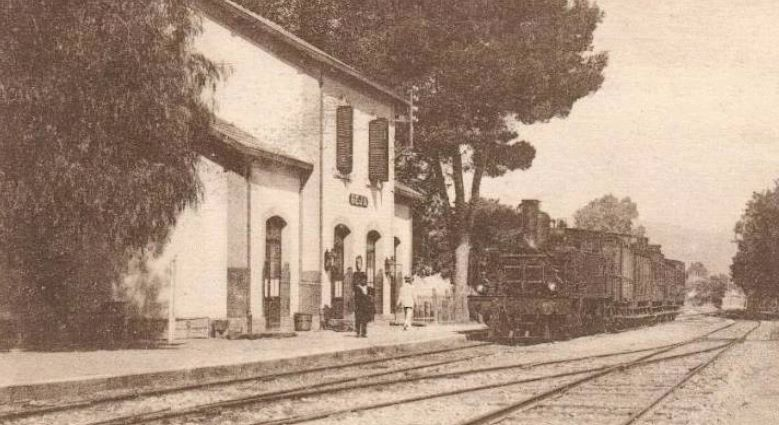
Gare de Béja en 1888.

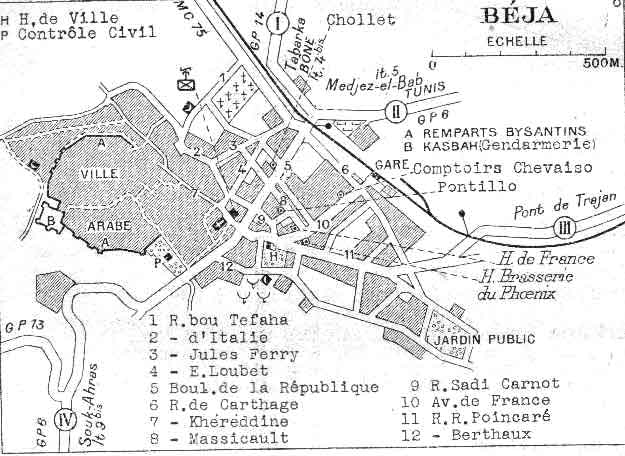
Plan de la ville en 1928.

Après un combat, le général Bréart établit un camp à Bou-Hamba, près de Béja, et y installe deux régiments d'infanterie comme garnison : le 57e et le 142e de ligne ainsi que la 10e batterie du 13e régiment d'artillerie. 
En 1884, Béja compte 3 606 habitants et près de 700 maisons. La population se répartit comme suit : 3 071 Tunisiens, 377 Hébraïques, 73 Marocains, 36 Maltais, 29 Italiens, 13 Français, 2 Libyens, 2 Grecs, 1 Égyptien, 1 Allemand et 1 Anglais. En 1886, Béja devient chef-lieu d'un contrôle civil alors que les troupes de pacification quittent la ville. La municipalité est créée par décret le 13 juillet 1887. Le 21 septembre 1888, la gendarmerie est installée à la kasbah.

#### XXesiècle
Jusqu'en 1905, en dehors de l'enceinte de la médina et uniquement sur la rive gauche de l'oued Bouzegdem qui traverse la ville, les Français bâtissent en 1895 un hôtel des Postes et Télégraphes et l'Hôtel municipal. En 1898 sont inaugurés le Contrôle civil et la première église. On construit le bâtiment qui abritant la justice de paix. En 1899, l'ancien cimetière chrétien étant devenu trop petit, la municipalité le fait agrandir et entourer d'un mur. L'abbé Bonjean, curé de Béja en 1938, décrit la création du quartier européen sur la rive droite de l'oued Bouzegdem : 
« Au commencement du XXe siècle, lorsque la colonisation fut suffisamment développée, on a fait de gros travaux d'assainissement dont le plus important fut de recouvrir l'oued Bouzegdem qui traversait toute la ville. On amena l'eau potable d'une distance de 32 kilomètres, on installa une centrale électrique pour l'éclairage de la ville, on établit un système complet d'égouts, on traça de belles et larges rues toutes bitumées, on aménagea un jardin public, on construit en ce moment un immense stade de jeux. »

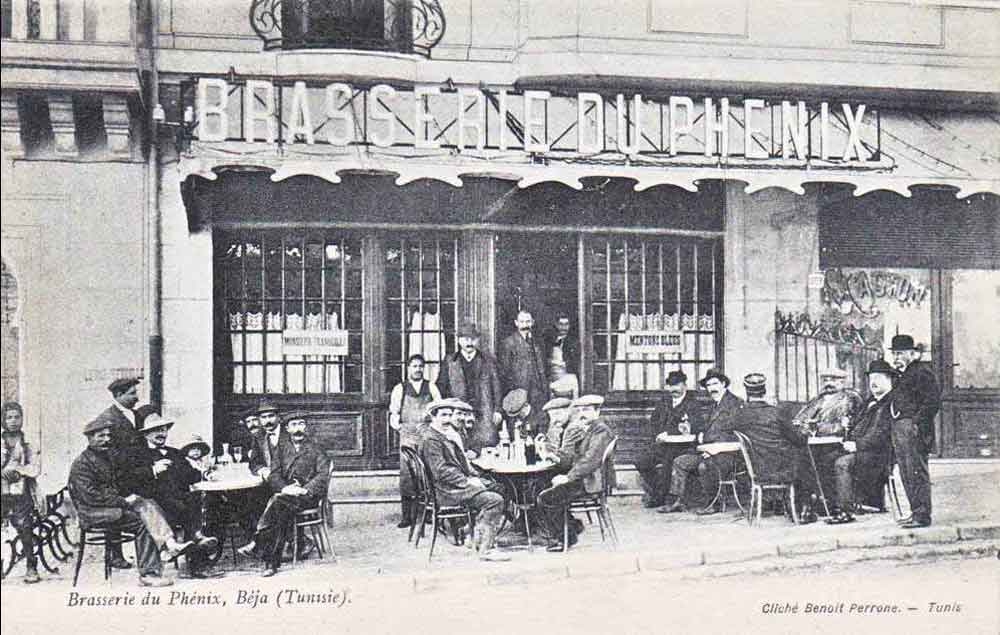
Brasserie du Phenix.

On construit alors un pont de bois pour relier les deux rives. En 1908, l'internat primaire des garçons ouvre alors qu'en 1912, l'internat des filles ouvre à son tour. En 1910 a lieu l'inauguration d'un hôpital-infirmerie puis en 1933 celle du Palais municipal actuel. C'est aussi sur cette même rive que se localisent les cinémas (Le Rex et L'Idéal), les cafés-bars (De Paris, Des Colons, Phénix, Costanzo, Lombardo, Marie ou Borghese), les hôtels (De France et De Tunis), les boulangeries et pâtisseries (Durany), les restaurants, les banques (De l'Algérie et De Tunisie), les garages (Chollet et Pontillo), la minoterie, les silos à blé, les magasins, la salle des fêtes, les librairies (Kores), le stade, la prison, les ponts et chaussées.

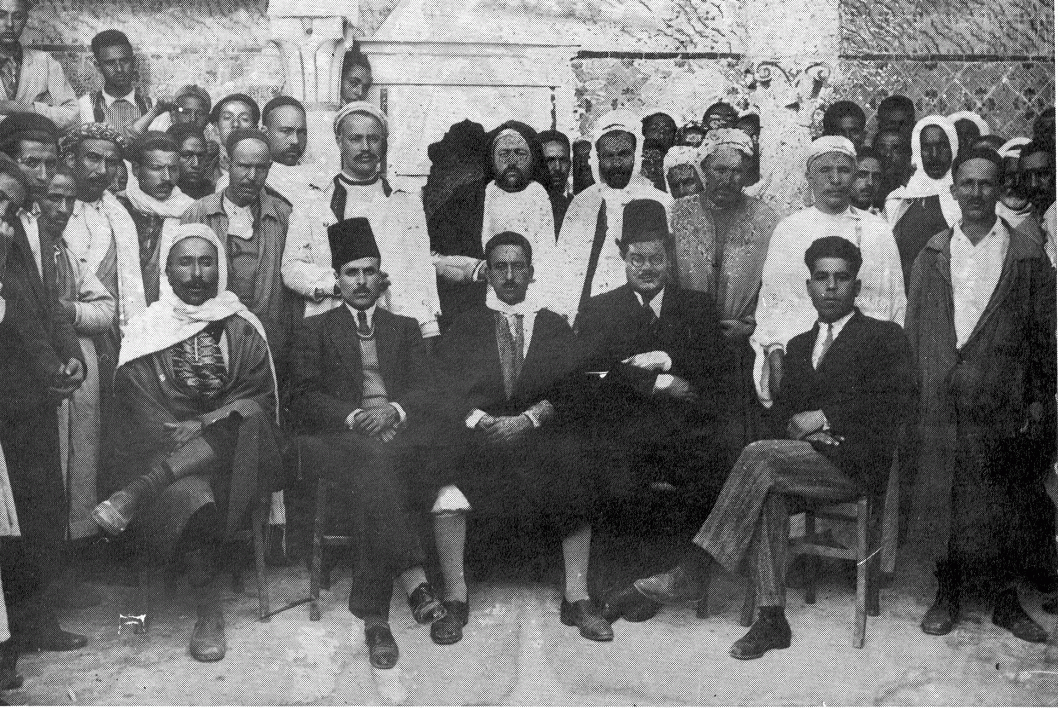
Habib Bourguiba à Béja le 25 avril 1934.

Le 25 avril 1934, Habib Bourguiba et Mongi Slim arrivent à Béja pour créer la première cellule du Néo-Destour de la ville à l'occasion d'un meeting qui a eu lieu au mausolée Sidi Baba Ali Smadhi. Une manifestation se dirige au cimetière Sidi Salah Zlaoui pour protester contre la mairie française accusée d'utiliser le cimetière musulman comme dépotoir et de permettre aux colons d'y agrandir les maisons mitoyennes. En réalité, il s'agit surtout d'empêcher les musulmans naturalisés français d'y être enterrés.

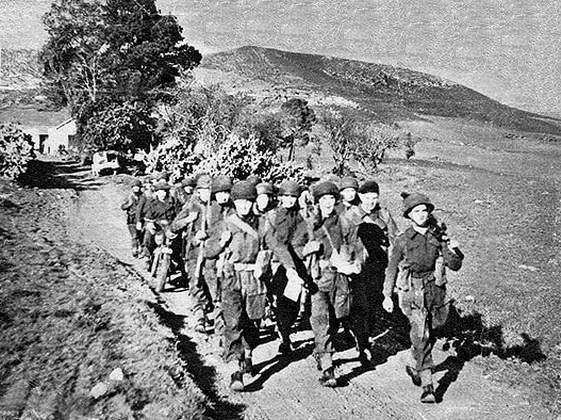
Parachutistes britanniques dans les environs de Béja le 17 novembre 1942.

Le 3 septembre, la cellule du Néo-Destour est fermée par les autorités françaises et ses membres arrêtés le 7 septembre. Le 9 avril 1938, les membres de cette cellule sont à nouveau arrêtés après les événements de Tunis. Avec la Seconde Guerre mondiale, la cité est à nouveau touchée par un conflit international. Le 8 novembre 1942, les forces américaines et du Commonwealth débarquent en Algérie et au Maroc.
Les Allemands répondent immédiatement par l'envoi d'une force en Sicile, au nord-est de la Tunisie. Le 16 novembre, une délégation de militaires allemands arrive à Béja, rencontre le maire Jean Hugon et lui fixe un ultimatum de 24 heures pour que la ville capitule. Le lendemain, la première division de parachutistes anglais occupe les collines au nord de Béja. Le 19 novembre, en représailles, les Messerschmitt Bf 110 et les Junkers Ju 87 allemands bombardent la cité, le Palais municipal gardant encore les impacts des balles allemandes sur sa façade. Deux mois plus tard, le 26 février 1943, les Allemands encerclent Béja, centre vital des alliés, dans l'intention de défoncer les lignes de la première armée britannique dans le cadre de l'opération Ochsenkopf. Les Allemands attaquent aux mortiers et par les multiples attaques de leurs Messerschmitt. Le mois de mai 1943 voit finalement la défaite des Allemands par les forces alliées. Le cimetière militaire de Béja abrite désormais 396 tombes où reposent les soldats du Commonwealth tués au combat dont 87 soldats non identifiés.

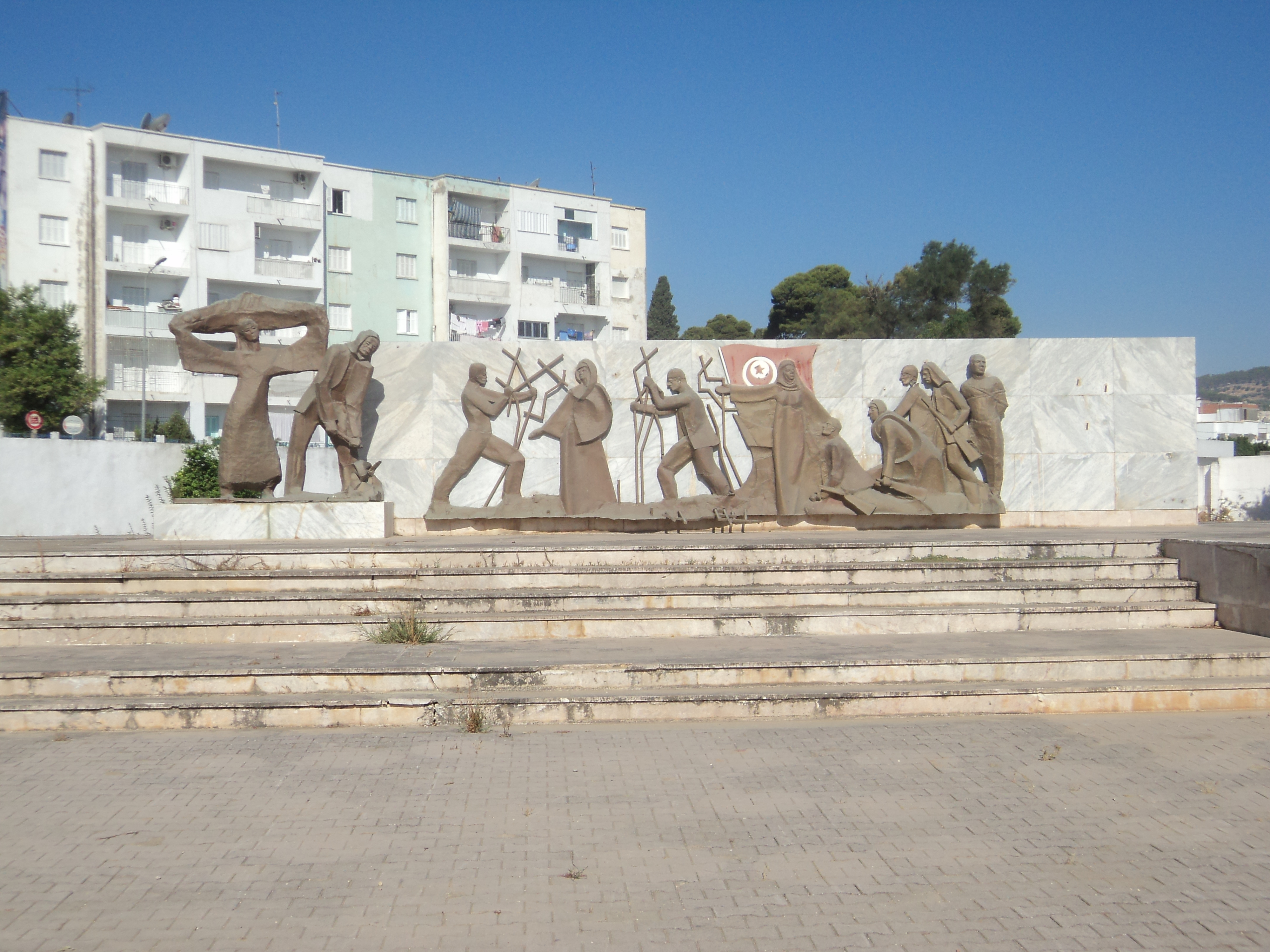
Place des Martyrs.

Le 13 janvier 1952, Bourguiba, président du Néo-Destour, lance lors d'un meeting à Bizerte un appel à la lutte totale jusqu'à l'indépendance de la Tunisie. Le 15 janvier, un meeting féminin organisé par les militantes destouriennes au mausolée Sidi Baba Ali Smadhi a lieu. Wassila Ben Ammar, originaire de Béja et future épouse de Bourguiba, préside le meeting et expose la situation politique. Un second meeting, auquel participent femmes et hommes a lieu dans l'après-midi au siège de la fédération du Néo-Destour. De là part une manifestation composée d'environ 800 personnes. La police procède alors à l'arrestation d'une vingtaine d'entre elles et les transfère à Bizerte. Lors de l'indépendance du pays en 1956, les changements se succèdent et transforment la ville coloniale. Les Européens qui voient leurs conditions de vie bouleversées se résolvent progressivement au départ. Au fur et à mesure, les Béjaois les remplacent et la population de la ville continue de croître. L'opposition entre la ville arabe et la ville européenne s'atténue progressivement avec l'arabisation de la population. Sous la pression démographique, la ville s'étend encore avec la création de nouveaux quartiers.
Les équipements hérités du protectorat sont progressivement renouvelés et modernisés et de nouvelles constructions enrichissent le paysage urbain. Dans le même temps, une politique active d'industrialisation développe l'économie municipale avec la création de la Société tunisienne du sucre le 29 juillet 1960. Par la suite, la ville est marginalisée par l'État[réf. nécessaire].

## Architecture et urbanisme
Non loin de Béja existent des vestiges archéologiques datant de l'Antiquité dont ceux de Dougga qui est alors l'une des résidences des princes numides avant d'être un établissement prospère dans la province romaine d'Afrique.

### Centre-ville
Le noyau central de l'agglomération est formé d'une médina cernée de remparts (kasbah) et d'une ville moderne, née sous le protectorat français de Tunisie et incluant le Palais municipal, monument classé construit en 1933 et faisant office d'hôtel de ville. En 1938 est entreprise une vaste opération de rénovation d'une partie de la ville moderne avec la création du quartier européen sur la rive droite de l'oued Bouzegdem et d'importants travaux d'assainissement dont le plus important est la couverture de l'oued qui traversait alors toute la ville.
À l'entrée de la ville, trois cigognes, oiseaux associés par les Béjaois à la prospérité, accueillent les visiteurs. Le pont de Trajan, qui mesure 70 mètres sur 7,30 mètres et possède trois arches, est inauguré en 129 sous le règne d'Hadrien mais sa construction avait été lancée par Trajan qui lui a laissé son nom.

### Kasbah

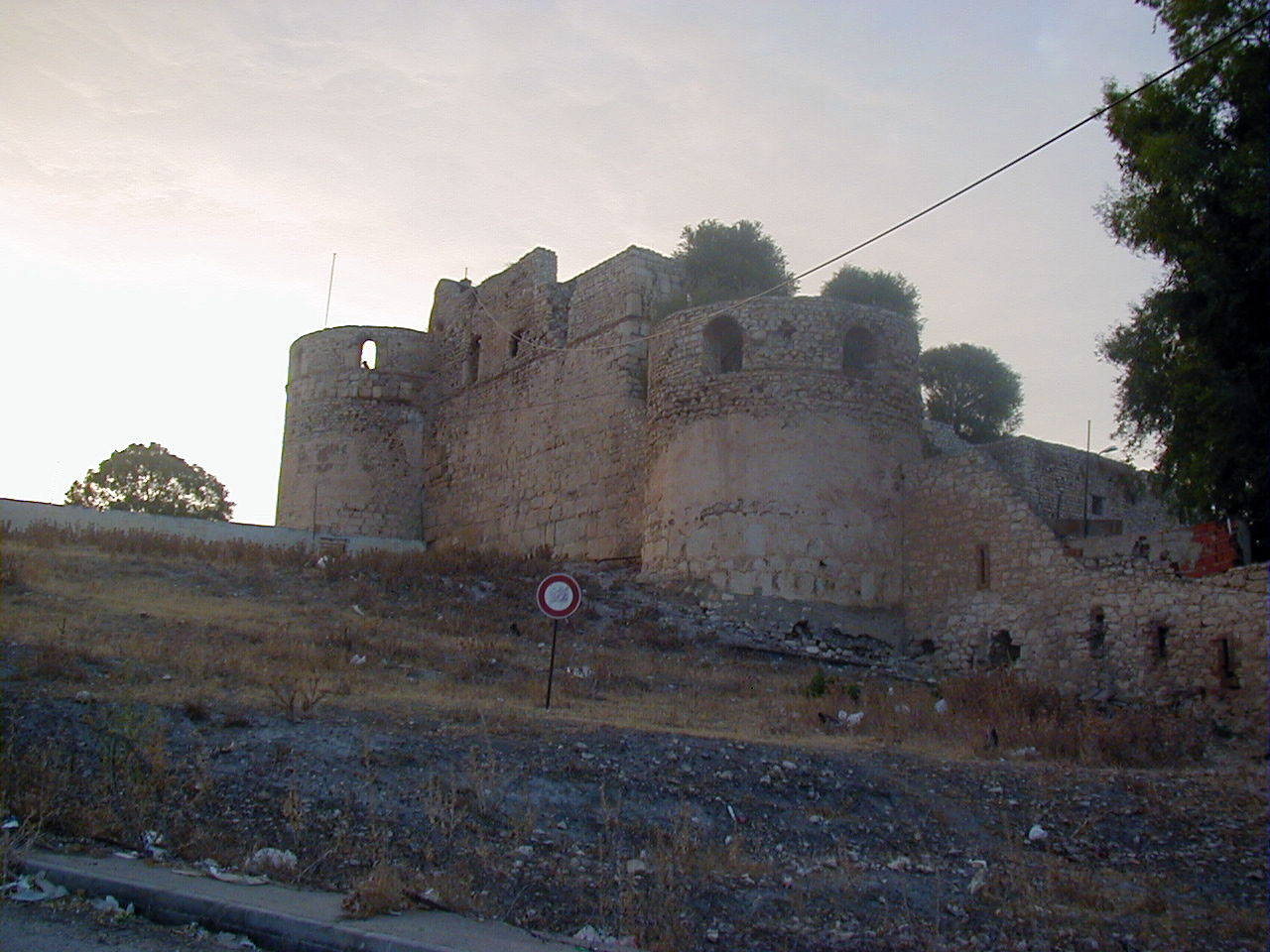
Silhouette de la kasbah de Béja.

En ville, la kasbah a été construite à l'emplacement d'un fortin carthaginois. En 17 av. J.-C., les Romains démantèlent la vieille citadelle carthaginoise et construisent celle dont subsistent les restes imposants tout comme les fortifications. En 448, Genséric le Vandale fait raser les fortifications et démantèle le fort. En 533, l'empereur byzantin Justinien restaure la citadelle et les fortifications auquel les Husseinites, qui y installent quatorze canons, ajoutent une tour en 1738. En mai 1881, les forces militaires françaises démolissent une partie des remparts de la ville. En 2005, la kasbah est à nouveau restaurée pour un coût de 270 000 dinars et selon une étude réalisée par l'Institut national du patrimoine. L'historien français Charles Diehl avait constaté l'originalité de son architecture : 
« Béja est l'une des plus étendues et des plus curieuses des cités fortifiées. D'ordinaire, on a des citadelles chargées de défendre la frontière ou des forteresses assez restreintes formant le centre d'une cité antique. Ici, c'est une ville tout entière avec remparts, tours, donjon avec sa salle de garde. »

### Médina

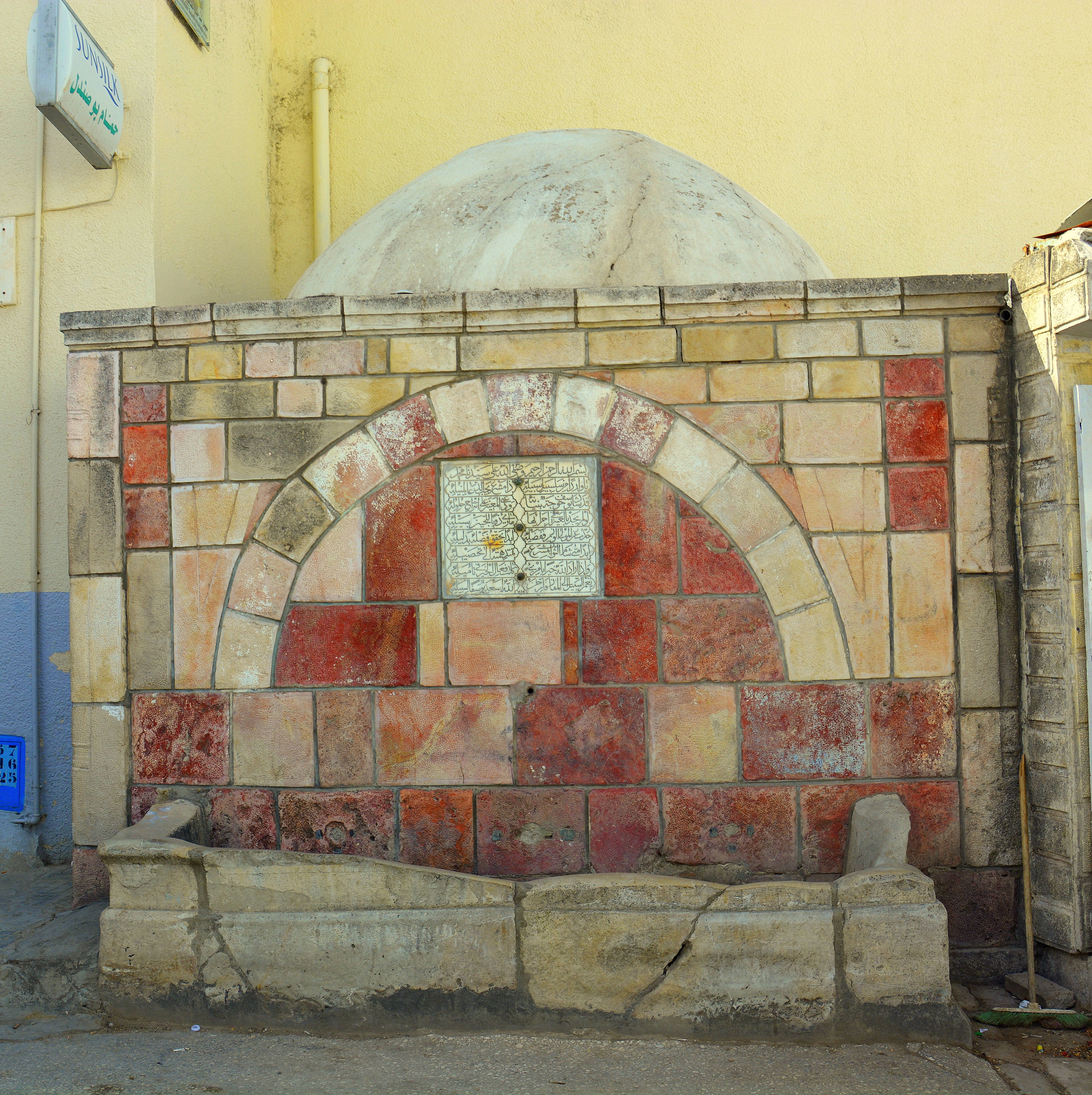
Fontaine Saheb Ettabaâ.

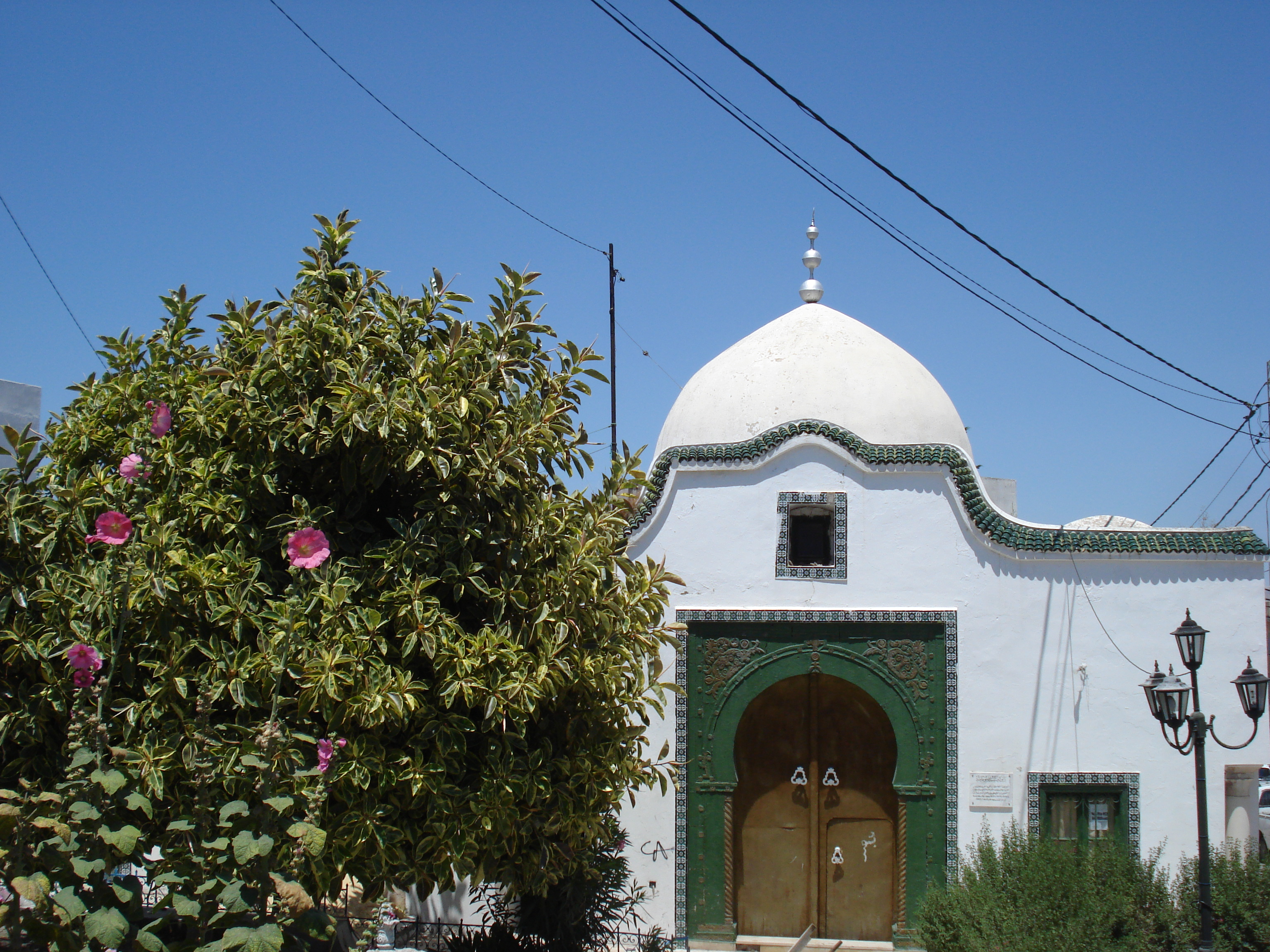
Mausolée Sidi Bouteffaha.

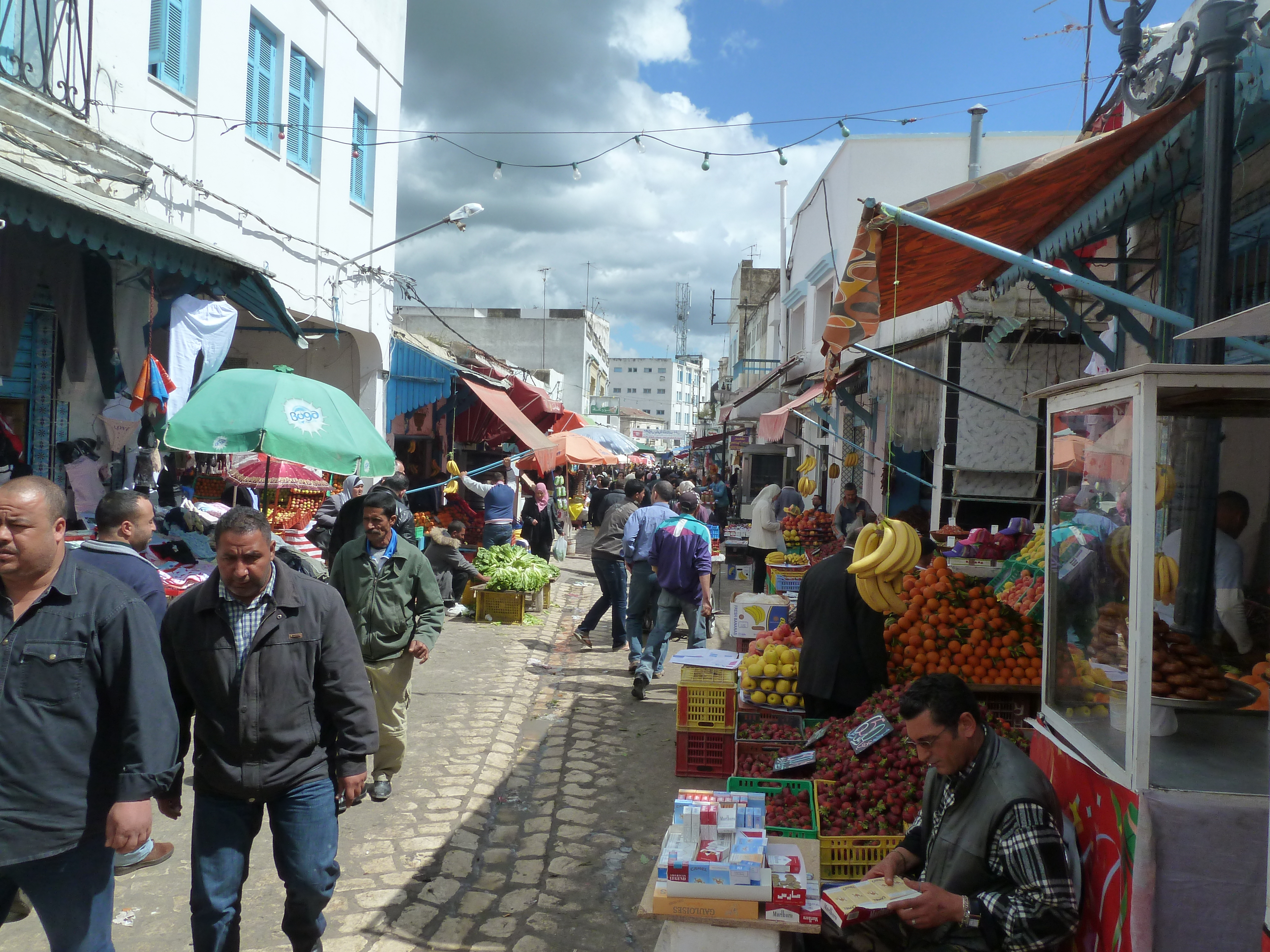
Ruelle du souk.

La médina abrite divers édifices religieux dont la Grande mosquée et la mosquée du Bey. Plusieurs grands mausolées y sont dispersés dont ceux de Sidi Bouteffaha, Sidi Baba Ali Smadhi, Sidi Hadj Miled, Sidi Taïeb et Sidi Bouarba.
Divers autres monuments sont à noter, comme la fontaine Bab El Aïn, bâtie par le ministre des Finances Youssef Saheb Ettabaâ dans un style d'inspiration ottomane, et le palais du Bardo, une résidence beylicale de choix pour les princes mouradites et husseinites, construite par les Ottomans en 1615.

#### Souks
Les souks constituent un véritable réseau de ruelles bordées de boutiques de commerçants et d'artisans groupées par spécialités.
La principale artère du souk est la rue Kheireddine-Pacha où se trouvent les commerçants de fruits et légumes, les artisans fromagers, les bouchers et les poissonniers, Les métiers « propres », tels que les marchands d'étoffes, les parfumeurs, les marchands d'épices, les libraires et les marchands de laine, sont situés près de la Grande mosquée car ils ne suscitent aucune nuisance par l'odeur, le bruit ou l'usage de l'eau. À proximité de la place Bradia se trouvent les artisans spécialisés dans le bât et la sellerie, le cuir et les babouches, ainsi que le tissage de la soie. À la périphérie de la médina, sur la place des Gargoulettes, se trouvent les vendeurs de poteries.

#### Remparts et portes

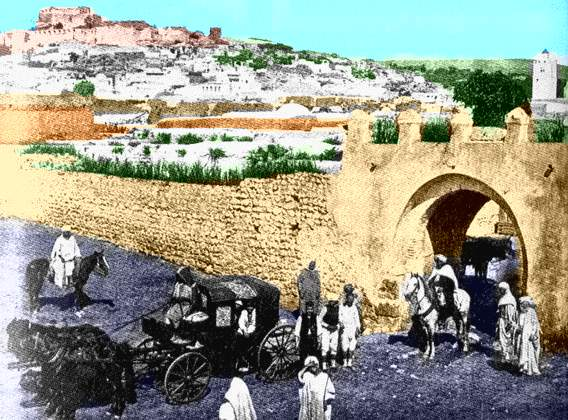
Bab El Janaiez détruite au début du XXe siècle.

Dès les premiers temps de sa fondation, Béja est considérée comme une importante base militaire. L'historien romain Salluste affirme ceci lorsqu'il décrit Vaga dans la Guerre de Jugurtha. Souvent endommagée au cours du Moyen Âge voire totalement détruite sous le protectorat français, l'enceinte conserve toujours son tracé d'origine. Elle était parsemée de plusieurs portes dont seuls les noms persistent à savoir :
- Bab Boutaha : porte le même nom qu'une fontaine appelée Ain Boutaha
- Bab El Ain : connue aussi sous le nom d'Ain Es Chems et à la forme d'un capuchon[47]
- Bab El Janaiez : nommée en raison des funérailles passant sous cette porte après les prières funéraires dans la Grande mosquée
- Bab El Medina
- Bab Er Rahba : connue aussi sous le nom de Bab Bouteffaha
- Bab Es Sebaa : nommée à la mémoire des sept personnages de Béja
- Bab Es Souk : se dresse sur les vestiges d'une porte romaine à double arcade dont le seuil est encore situé quatre mètres en dessous du niveau du sol actuel
- Bab Jdid
- Bab Jdid El Fougani
- Bab Khenannou
- Bab Khla

Bab Boutaha, Bab El Ain et Bab Es Souk sont arabes mais ont succédé à des portes datant de l'époque romaine ; elles ont été percées dans l'épaisseur du mur lorsque, par suite de l'exhaussement du sol, il était devenu impossible de se servir des anciennes ouvertures.

### Édifices religieux

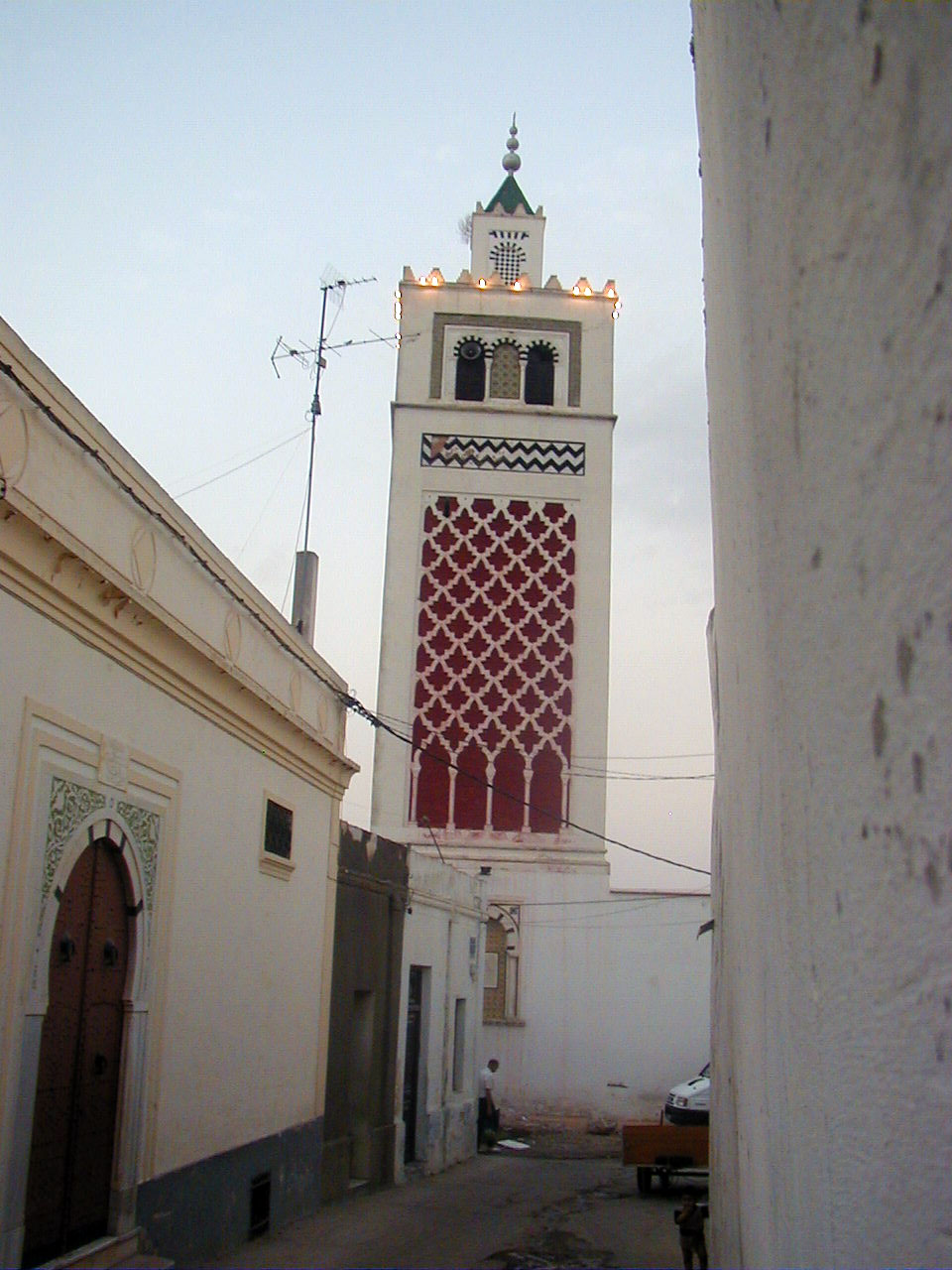
Minaret de la Grande mosquée.

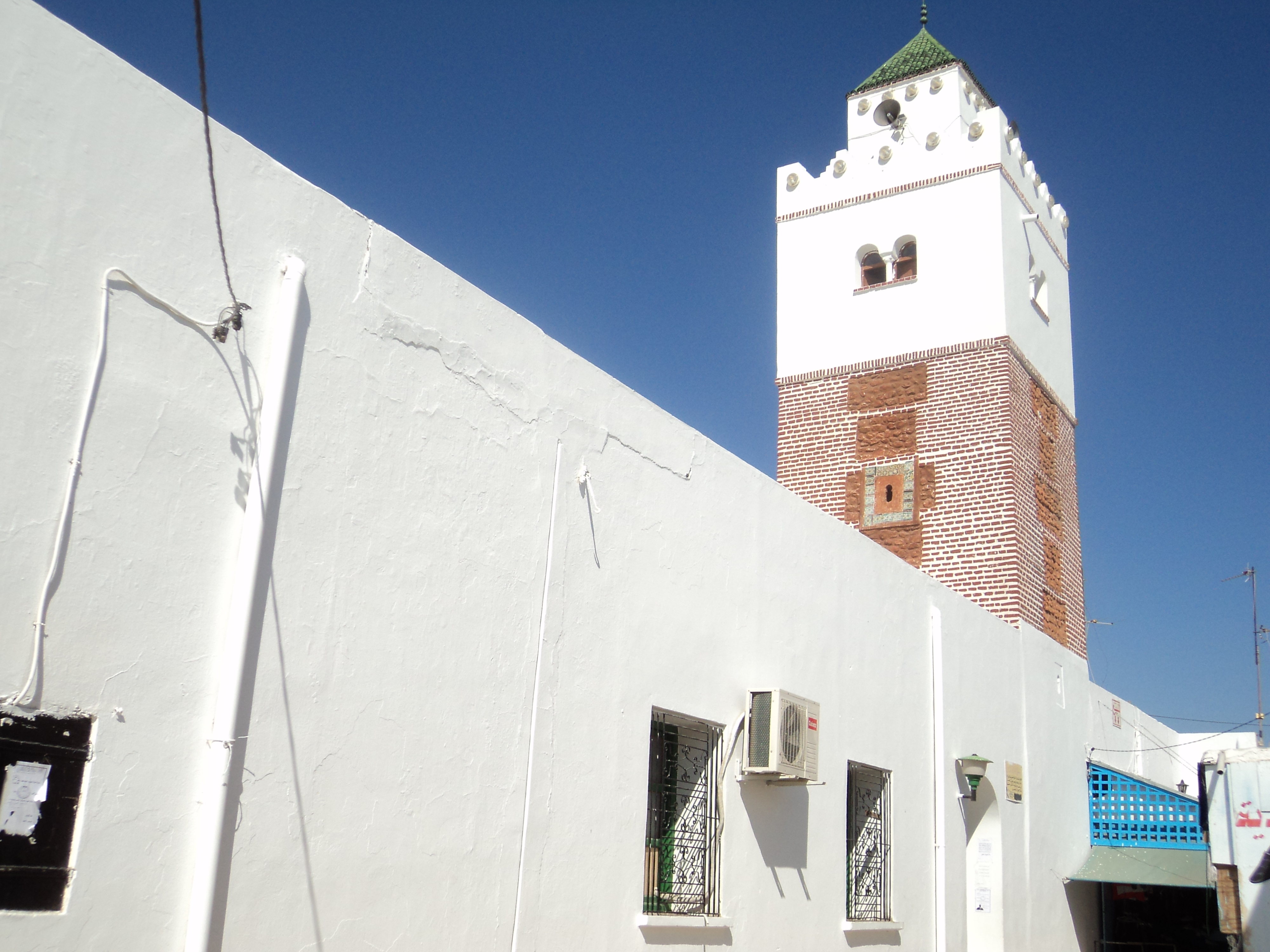
Minaret de la mosquée du Bey.

Une très large majorité de la population (environ 98 %) est de confession musulmane sunnite. Béja abrite donc un très grand nombre de mosquées de différents styles architecturaux, signes de leurs époques de construction respectives.
La principale et la plus ancienne d'entre elles est la Grande mosquée, bâtie en 944 par les Fatimides sur les restes d'une basilique chrétienne au cœur de la médina puis restaurée en 1922 par le bey de Tunis. La mosquée du Bey, de rite hanéfite, édifiée par Mourad II Bey en 1675 et abritant la médersa de Mohamed Bey construite en 1685, est la deuxième mosquée construite dans la médina par les Husseinites.

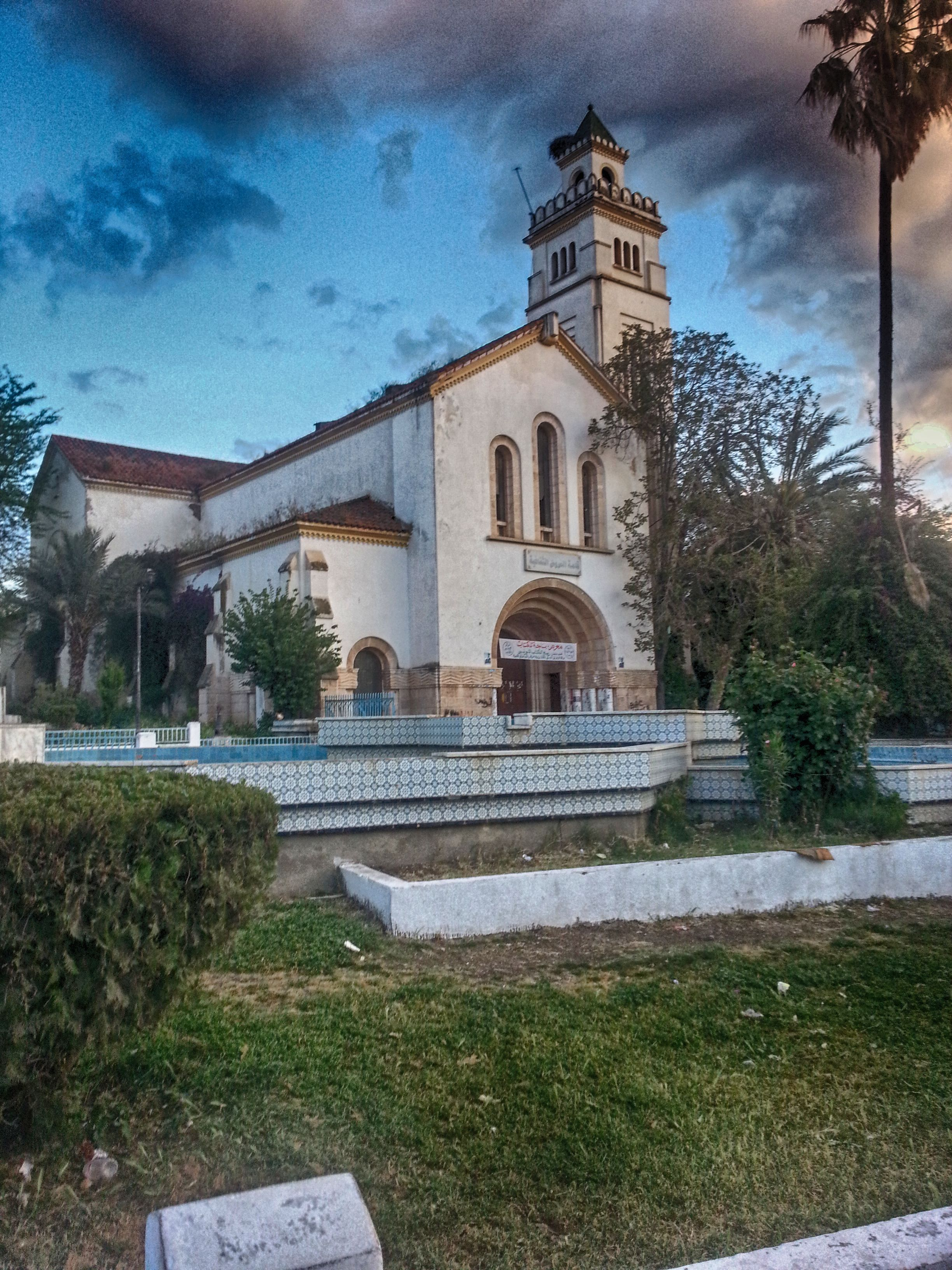
Ancienne église de Béja (Notre-Dame-du-Rosaire).

La première église, qui témoigne de la présence coloniale à Béja, est construite en 1883. À la suite de l'importante croissance démographique, devenue trop petite pour accueillir le grand nombre des croyants, elle est démolie sur ordre des autorités coloniales et remplacée par une église plus grande. Baptisée Notre-Dame-du-Rosaire, son architecte choisit un style roman modernisé. Juste après l'indépendance de la Tunisie, l'église est transformée en complexe culturel.

### Espaces verts
Béja compte 48 jardins ainsi qu'un parc urbain, soit 17,01 mètre carré d'espaces verts par habitant. Le plus grand d'entre eux, le parc urbain, se trouve à l'entrée sud-ouest de la ville, avec une vue panoramique sur cette dernière.
Le jardin public, constitué au début du XXe siècle par les autorités du protectorat français sur un site choisi pour sa position au sud de Béja, se caractérise par un tracé régulier ; il comprend de vastes surfaces gazonnées ainsi que des parterres et massifs floraux.

## Démographie

### Évolution démographique
Dans les années qui suivent l'indépendance, la population s'accroît de 32,7 % entre 1956 et 1966 puis de 32,8 % jusqu'en 1975 (soit 65,5 % entre 1956 et 1975).
| Année                                       | Agglomération |
| ------------------------------------------- | ------------- |
| 1912                                        | 7 500         |
| 1927                                        | 10 468        |
| 1929                                        | 10 468        |
| 1931                                        | 11 612        |
| 1939                                        | 13 292        |
| 1956                                        | 23 325        |
| 1966                                        | 30 963        |
| 1975                                        | 41 134        |
| 1984                                        | 46 708        |
| 1989                                        | 53 447        |
| 2004                                        | 56 677        |
| 2014                                        | 62 303        |
| Sources : Cahiers de la Méditerranée et INS |               |

### Statistiques
Cette croissance régulière des effectifs s'accompagne de mutations qui modifient de façon radicale le peuplement de Béja. C'est dans les années suivant la Seconde Guerre mondiale que le taux de croissance de la population connaît son paroxysme. Après l'indépendance, le gouvernement met en œuvre, pour faire face à la croissance de la population du pays, un système de planning familial, ce qui permet de réduire le taux de croissance démographique. Entre 1994 et 2004, la population du gouvernorat de Béja diminue, comme celle du Nord-Ouest du pays en raison des transferts de population vers la capitale et les villes côtières en l'absence de développement économique.
Selon le recensement de la population mené en 2004, le gouvernorat se classe au 18e rang des 24 gouvernorats les plus peuplés de Tunisie avec 303 800 habitants, soit 3,1 % de l'ensemble de la population et une densité de 87 habitants par km². Béja elle-même compte 56 677 habitants dont 28 284 hommes et 28 393 femmes répartis dans 14 126 ménages et 15 698 logements.
Comme dans le reste de la Tunisie, l'alphabétisation de la région a connu une évolution rapide au cours de la deuxième moitié du XXe siècle, même si elle reste à un niveau inférieur par rapport à la moyenne nationale : 32,4 % de la population de plus de 10 ans est sans instruction, 36,2 % a terminé le premier cycle de l'enseignement de base, 26,9 % a terminé le deuxième cycle et 4,4 % est diplômée de l'enseignement supérieur.

### Communauté juive
La communauté juive à Béja figure parmi les plus anciennes de toute la Tunisie, leur présence à Béja datant du début de la domination romaine sur la ville et se poursuivant sous l'ère arabo-musulmane ; on y trouve une synagogue datant du Xe siècle. En 1883, la population de Béja est évaluée entre 1 565 et 1 600 individus, dont 80 à 100 juifs soit 5 à 6 %. En 1906, le nombre des juifs se monte à 400 mais leur pourcentage baisse à près de 3 % de la totalité des 12 000 habitants de la ville.
Le dernier cheikh des Israélites à Béja, Charles Shalom ben Hai Levy, est relevé en août 1957 et le cheikhat supprimé.

### Communauté kabyle
Le nord-est de l'arrière-pays béjaois est en partie peuplé par les Béjaoua, une tribu d'origine kabyle.

## Culture

### Gastronomie
Les Béjaois cultivaient du blé et de l'orge qui constituaient la base de leur alimentation : mhamsa au kadid ou aux dattes et hlalem aux légumes secs avec kadid. Le borzgane ou bourzguène est un type de couscous légèrement sucré car agrémenté en alternance de couches de fruits secs, de dattes et de viande d'agneau.

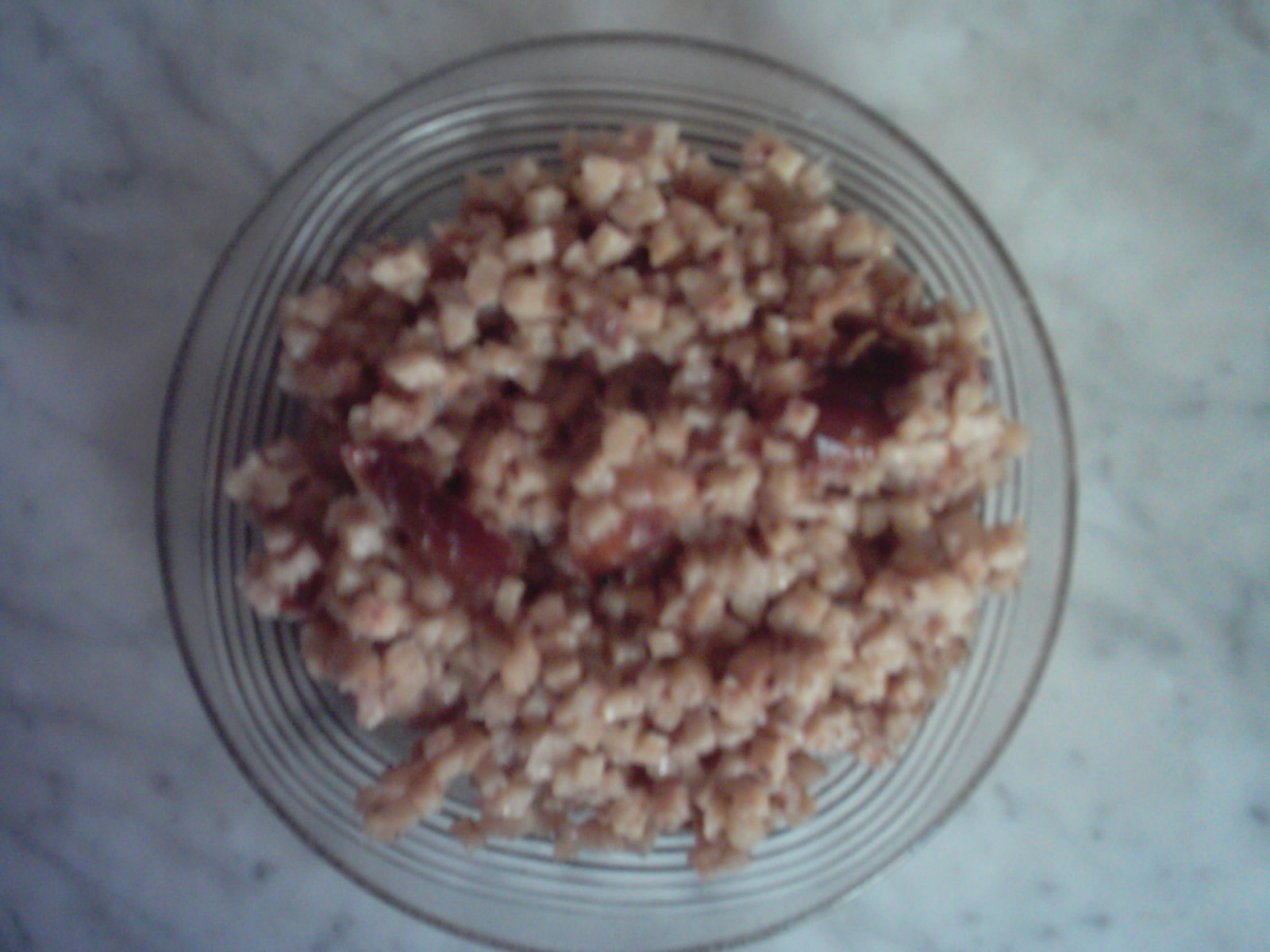
Rfissa.

La gastronomie de Béja, plutôt frugale, varie d'une localité à l'autre, même si la cuisson à la vapeur qui aurait déjà eu la préférence des anciens Berbères y prédomine. Ainsi, pour le couscous béjaois, la semoule est cuite à la vapeur dans la couscoussier, de même que la viande et les légumes assaisonnés d'épices. Plusieurs variétés de farines de céréales et de légumes secs (orge, sorgo, blé, lentilles, pois chiches, fenugrec, caroube, etc.) assaisonnées d'épices et d'herbes, appelées bsissa, sont préparées et conservées pour être consommées naturelles, salées ou sucrées avec de l'huile d'olive, des fruits secs ou des dattes.
Témoignage de son passé romain et en raison de sa richesse en produits laitiers, Béja est aussi connue pour la fraîcheur de ses fromages traditionnels et surtout de sa rigouta toujours présente sur la table du déjeuner et dans le tajine.
À l'occasion de la fête de l'Aïd el-Kebir, on prépare à Béja des plats tels que la kamounia, la rechta au osban et de la viande de mouton cuite avec du romarin (lham bel kelil) accompagnée d'une sorte de pâte très fine (ftat).
Les desserts de la région sont la zlabia (pâtisserie), les mkharek, la rfissa et les ghrayefs.

### Festivals et événements
La ville de Béja organise plusieurs festivals chaque année dont le plus important est le Festival d'été de la ville de Béja (musique, théâtre, variétés, danses populaires, etc.), tenu du 15 juillet au 10 août. Parmi les festivals les plus réputés, on peut également citer les Journées théâtrales de Béja tenues du 23 au 30 mars. De nombreuses autres manifestations culturelles et foires sont également organisées chaque année :
- Festival de l'enfant : courant mars à la maison de la culture Ammar-Farhat
- Sortie annuelle de Sidi Bouteffaha : chaque printemps
- Foire nationale agricole et commerciale de Béja : du 21 août au 10 septembre
- Symposium des sciences exactes Ali Al-Qalasadi : en octobre
- Foire du livre : durant le mois de décembre
- Nuits ramadanesques de Béja : durant le mois de ramadan (musique, théâtre, veillées littéraires et poésie)
- Session littéraire nationale El Ayadhi El Beji
- Festival estival de Béja

### Enseignement

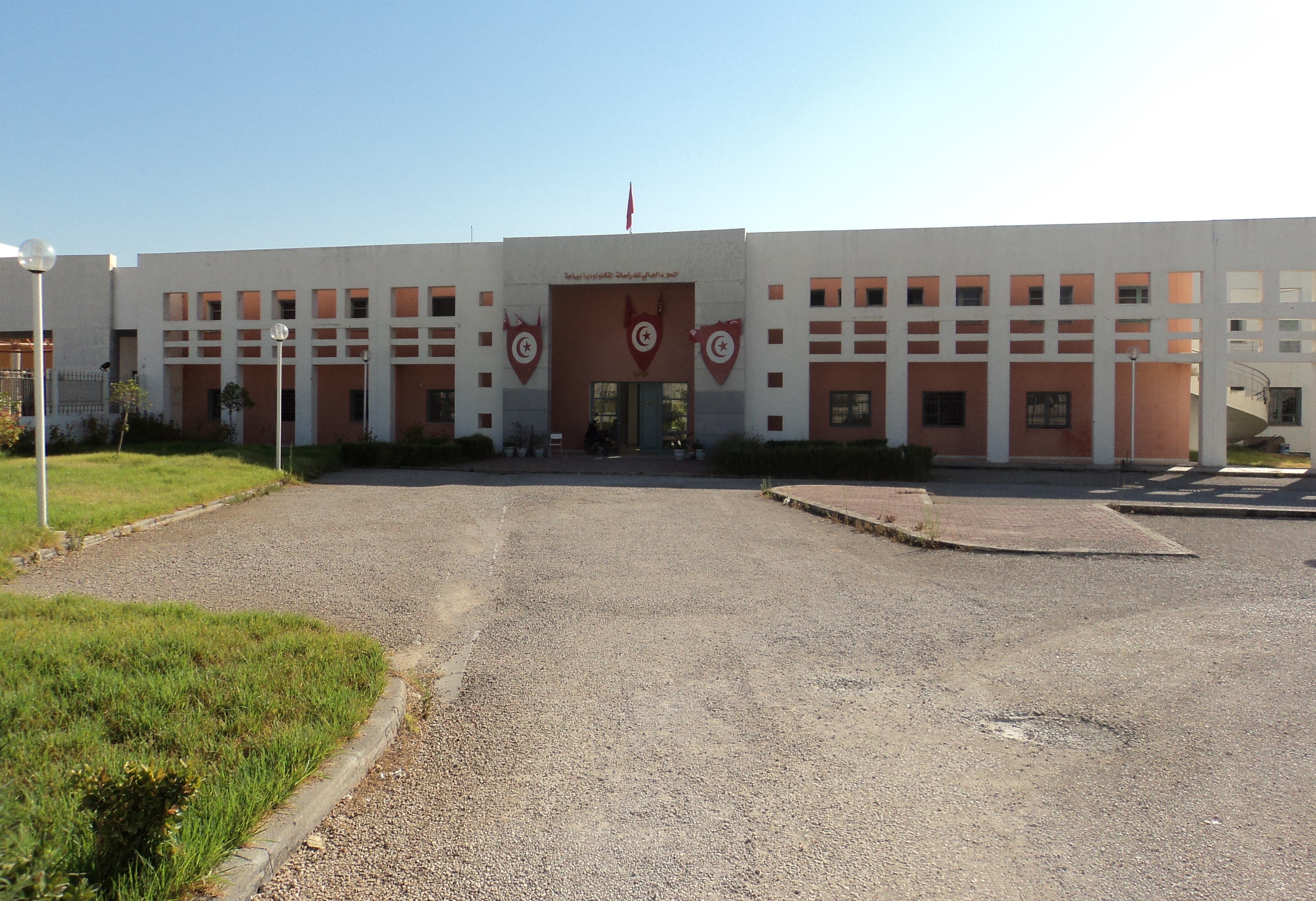
Institut supérieur des études technologiques de Béja.

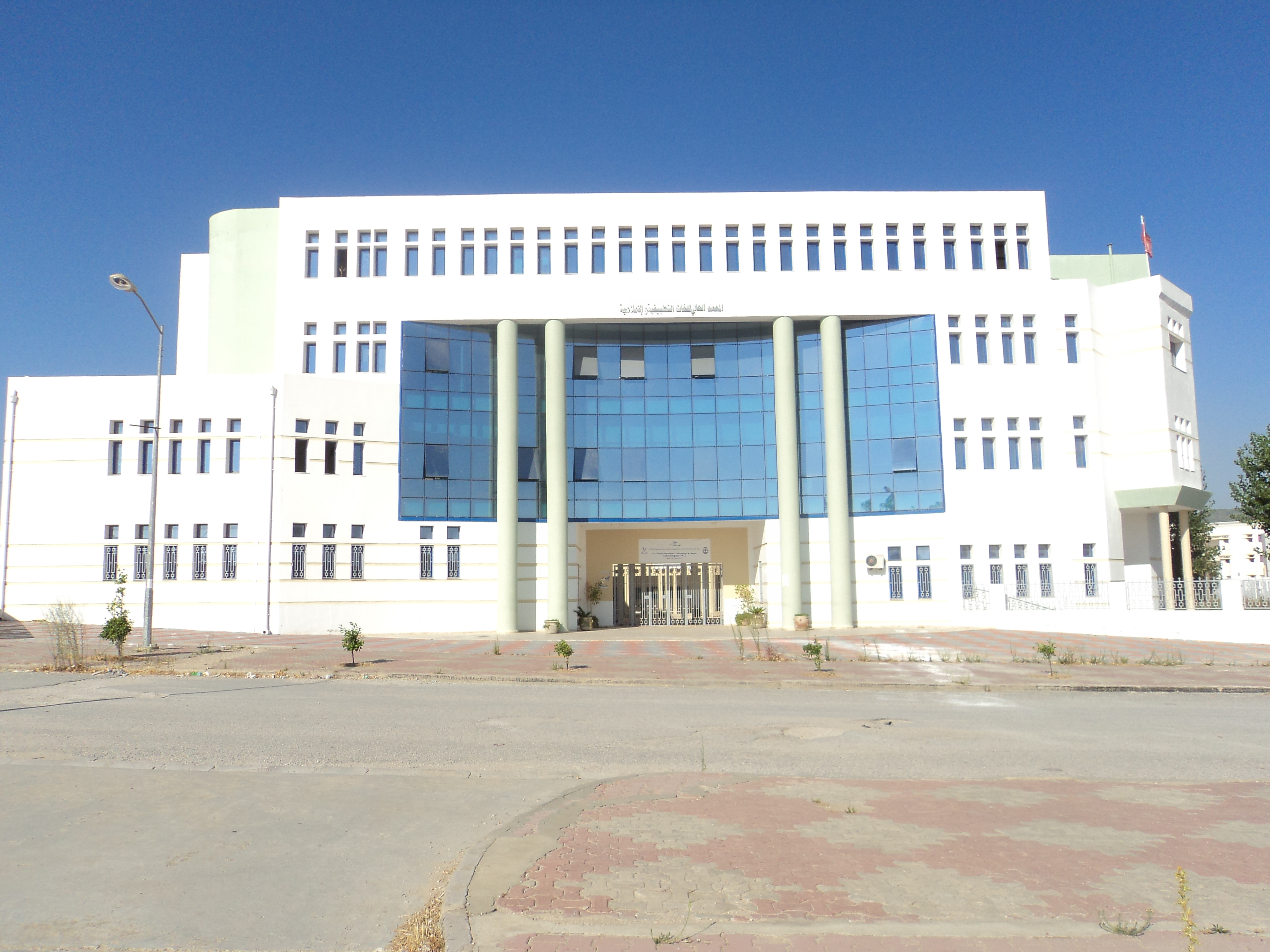
Institut supérieur des langues appliquées et d'informatique.

On trouve à Béja plusieurs établissements d'enseignement supérieur tels que l'Institut supérieur des études technologiques de Béja, l'Institut supérieur de biotechnologie de Béja, l'Institut supérieur des langues appliquées et d'informatique de Béja et le Centre régional de l'Institut national d'informatique et de bureautique de Béja.
La ville dénombre six lycées secondaires, dont le lycée Ibn-El-Haithem (fondé en 1961) et le lycée 2-Mars 1934, et sept écoles préparatoires dont l'école préparatoire de l'avenue Habib-Bourguiba (fondée en 1911), l'école préparatoire Ali-Al Qalasadi, l'école préparatoire Rached. Quant aux écoles primaires, elles sont au nombre de quinze.

## Politique

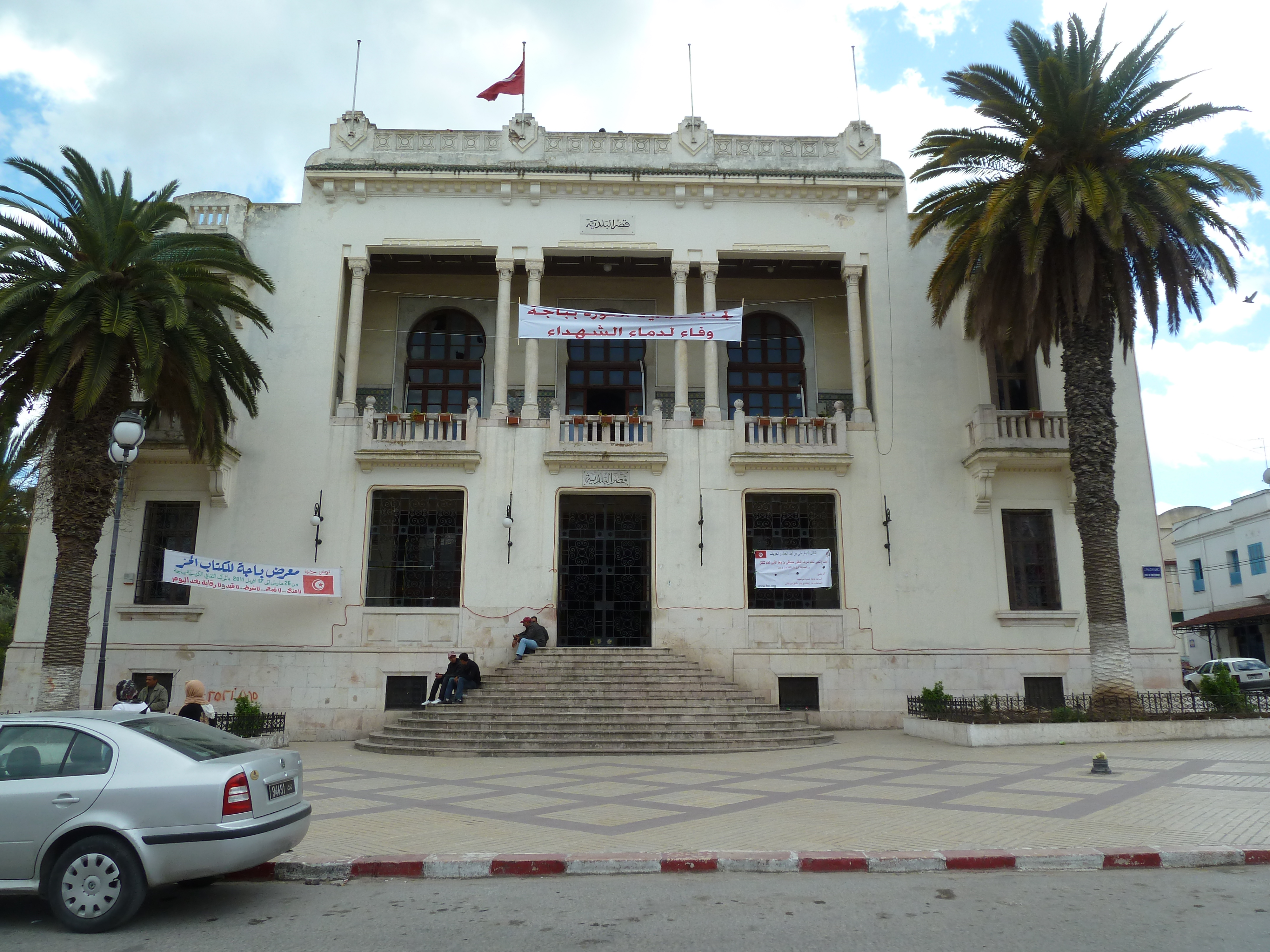
Mairie de Béja.

La municipalité de Béja est instaurée le 13 juillet 1887 et siège au Palais municipal, monument classé construit en 1933, et qui fait office d'hôtel de ville.
Avant la révolution, le Conseil municipal comprend trente conseillers répartis en huit commissions permanentes et huit commissions circonstancielles :
- commissions circonstancielles :
  - adjudications
  - affaires foncières
  - embellissement de la ville et qualité de la vie
  - culture municipale et encadrement des commissions de quartiers
  - circulation urbaine et organisation des panneaux de circulation
  - information et communication
  - suivi de l'endettement
  - mise à niveau de l'administration et développement des ressources humaines
- commissions permanentes :
  - affaires sociales et famille
  - affaires administratives et financières
  - jeunesse, sport et culture
  - travaux et aménagement urbain
  - santé, hygiène et protection de l'environnement
  - affaires économiques
  - coopération et relations extérieures
  - action volontariste

Il existe également un Conseil municipal des enfants qui se compose de trente élèves habitant la ville et répartis en quatre commissions permanentes. Ce conseil délibère des propositions dans les domaines relatifs aux enfants comme la propreté et la protection de l'environnement dans les établissements éducatifs et les quartiers, le sport, la culture et les loisirs.
La composition du Conseil municipal à la suite des élections municipales du 6 mai 2018 est la suivante : huit sièges pour Ennahdha, six pour Nidaa Tounes et le Parti destourien libre, trois pour le Front populaire, deux pour le Courant démocrate et le Mouvement du peuple, ainsi que trois indépendants. Le 3 juillet suivant, Yasser Gharbi, candidat de Nidaa Tounes, remporte la présidence de la municipalité.
| Ville | Ennahdha | Nidaa Tounes | Courant démocrate | Front populaire | Autres partis | Listes indépendantes | Total | Maire élu     |
| ----- | -------- | ------------ | ----------------- | --------------- | ------------- | -------------------- | ----- | ------------- |
| Ville |          |              |                   |                 |               |                      | Total | Maire élu     |
| Béja  | 8        | 6            | 2                 | 3               | 8             | 3                    | 30    | Yasser Gharbi |

## Économie

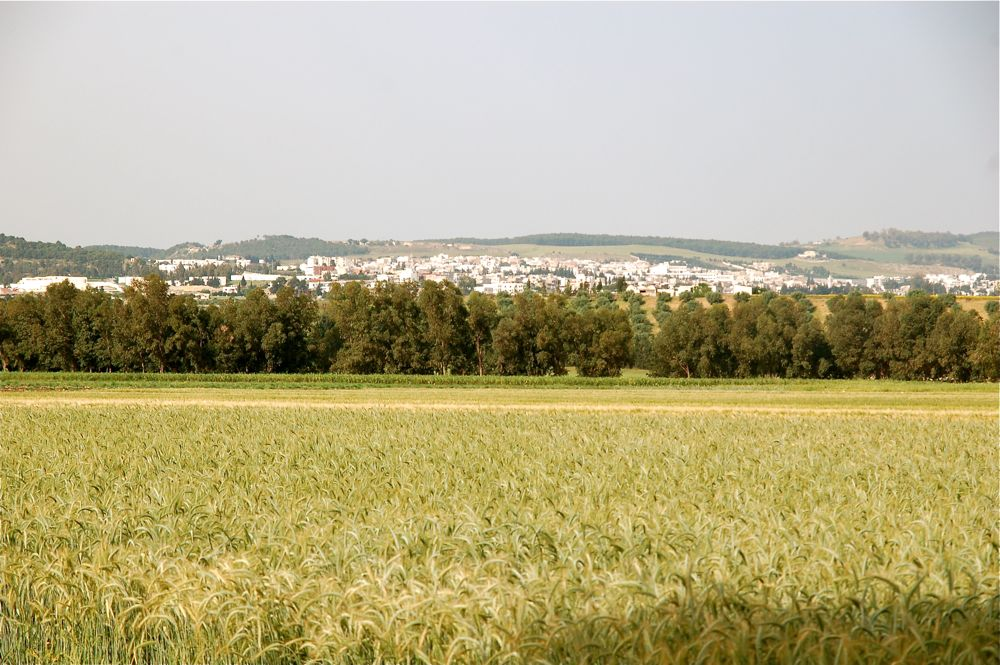
Champs dans les environs de Béja.

Elle est le point de ralliement des agriculteurs de son arrière-pays qui y vendent les productions de leurs riches exploitations (vigne et céréales notamment) dans son important marché, fonction qu'elle occupe depuis l'époque romaine. Elle dispose par ailleurs de la plus grande sucrerie du pays.

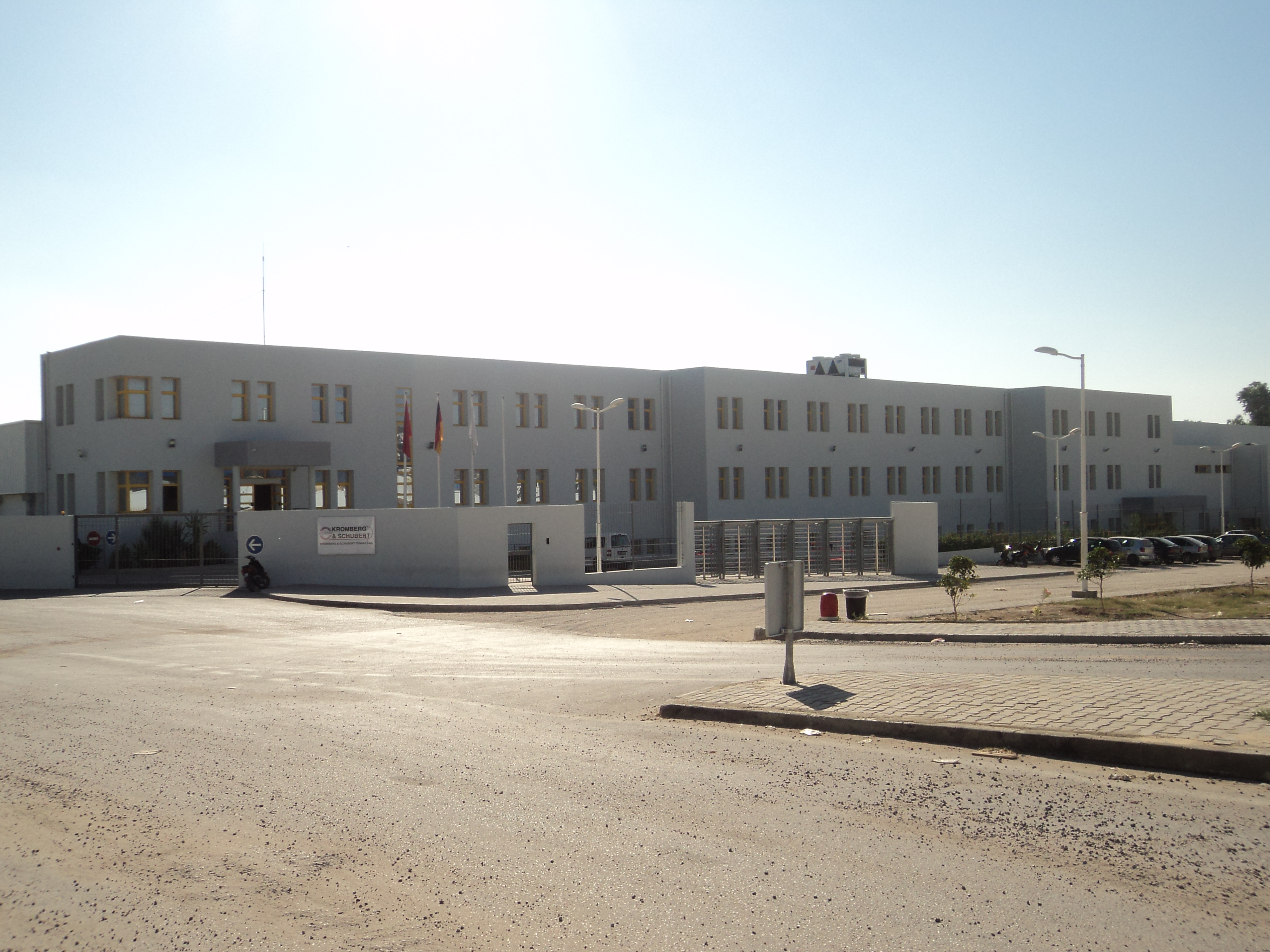
Usine Kromberg & Schubert.

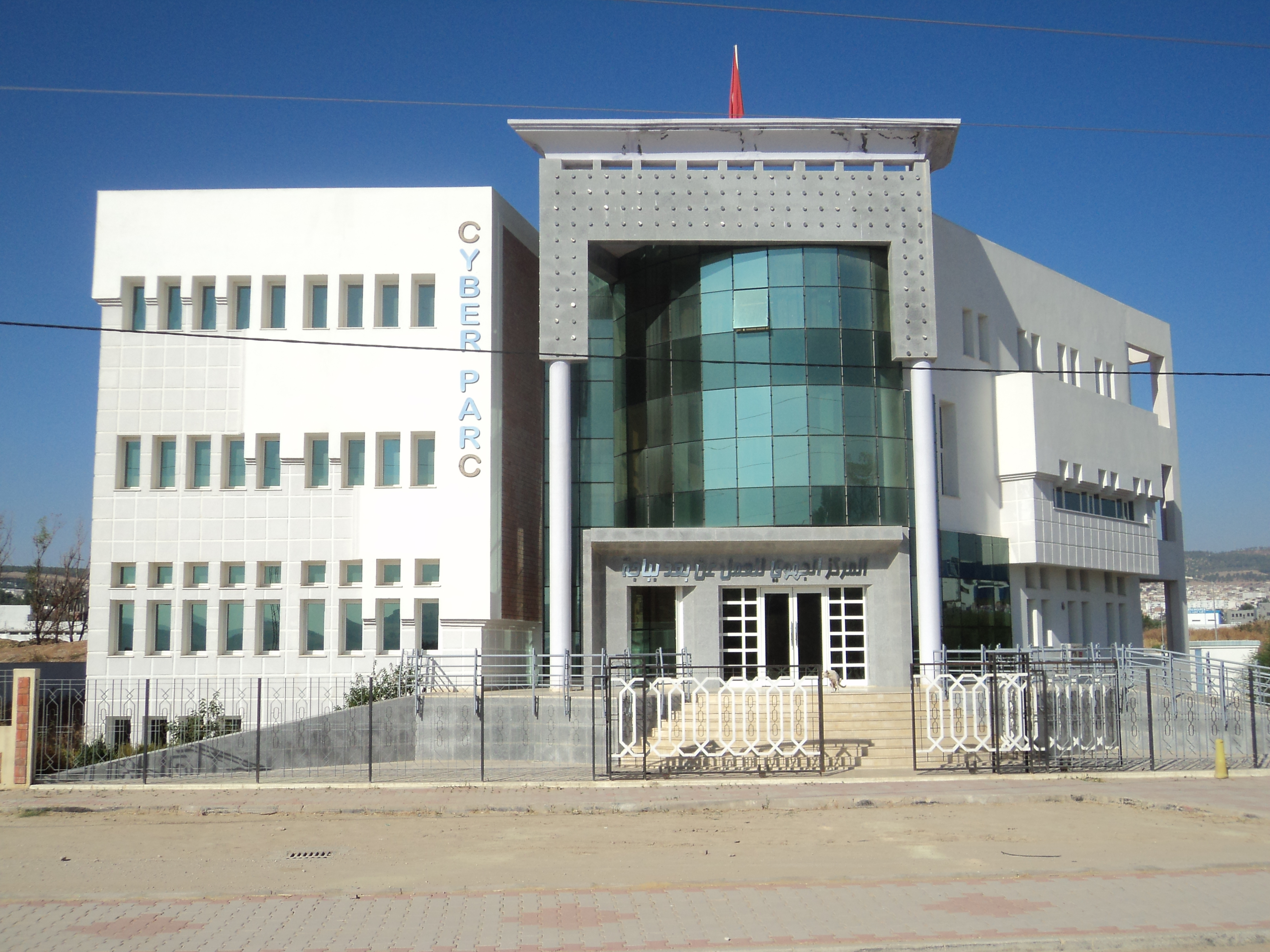
Cyberparc de Béja.

La zone industrielle de Béja Nord, dite Henchir Bouteffaha, est créée en 2005 sur une superficie de seize hectares, à deux kilomètres de la ville. Cette zone est dotée d'une infrastructure répondant aux normes internationales de l'aménagement industriel. Elle accueille plusieurs usines comme celle de Kromberg & Schubert, représentant plus de 4 000 emplois en 2012, qui fabrique des câbles automobiles.
On y trouve aussi d'autres sociétés telles que la Société tunisienne du sucre, la société Les Grands Moulins du Nord, la Société tunisienne des boissons du Nord, la Centrale laitière de Béja et la société Briqueterie Bouteffaha. Parce que recélant en son sein de fortes potentialités — une grande partie de la population a moins de 25 ans —, la région de Béja est l'objet de toutes les attentions gouvernementales : l'État y investit massivement dans le secteur agricole (irrigation), des infrastructures (extension du réseau de communication de téléphonie mobile) ou de l'enseignement (inauguration en 2002 du centre régional de l'Institut national de bureautique et de micro-informatique).

## Transports

### Transports publics

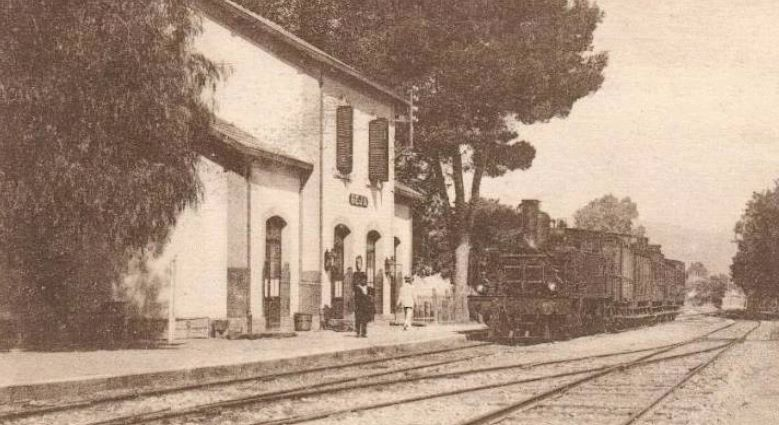
Gare de Béja (1888).

La ville de Béja dispose d'un réseau de transport en commun relativement développé et placé sous la gestion de la Société régionale de transport de Béja, la seule société offrant un service de bus dans la ville. Elle est reliée aux villes environnantes par un réseau de louages et de taxis qui ne cesse de se développer pour assurer la fluidité de la circulation des personnes.
Elle est également desservie par la ligne de chemin de fer de la SNCFT reliant Tunis à Ghardimaou en passant par Jendouba ; la ligne, longue de 192 kilomètres, est mise en service le 1er septembre 1879.

### Infrastructures

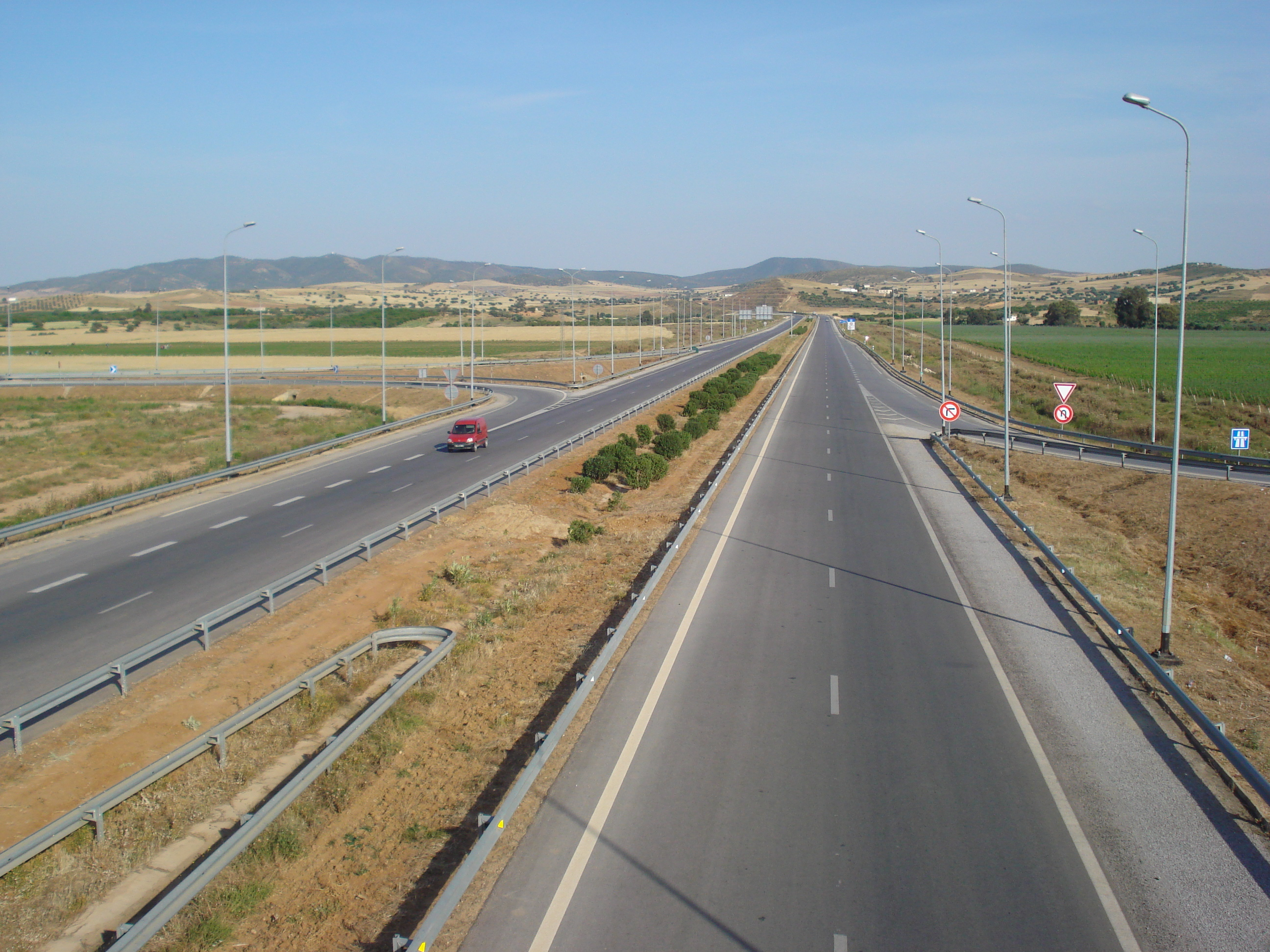
Autoroute Tunis-Béja.

L'échangeur à l'entrée de la ville, construit entre 2001 et 2002 pour un coût de quatre millions de dinars, joue une importance capitale pour Béja en résolvant le problème du trafic et permettant une dénivellation rail-route. Il consiste en deux viaducs, composés de plusieurs ouvrages regroupés sous la forme de la lettre Y, d'une longueur total de 300 mètres.

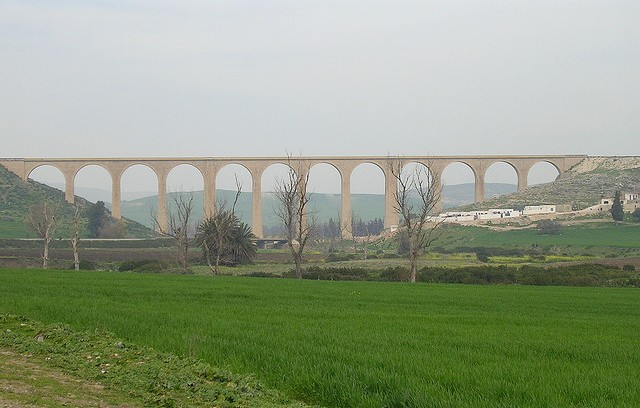
Pont Cinquième.

L'autoroute inaugurée en 2006 permet de relier Béja à Tunis sur cent kilomètres en une heure seulement ; la section entre Béja et Oued Zarga est mise en service en 2016. Béja compte aussi quatorze kilomètres de routes nationales, cinq kilomètres de routes régionales et 114 kilomètres de routes municipales. Le taux d'alimentation en eau potable et assainissement est de 98 %, tout comme celui de l'électricité.
La gare de Béja, située au centre-ville, accueille les trains de la SNCFT traversant le Pont Cinquième d'une longueur de 350 mètres, permet de relier Tunis à l'Algérie via Béja. Il est nommé ainsi en souvenir du 5e régiment du génie (5e RG) qui a effectué le tracé de la ligne.

## Sport
La première association sportive voit le jour à Béja le 18 avril 1906 sous le nom de Stade béjaois et sous la présidence de Victor Atal. Puis vient le tour de l'Amicale sportive de Béja (athlétisme, boules et rugby) en 1910, sous la présidence de Berdaâ Levy. Après la dissolution de ces deux clubs, l'Union sportive de Béja (football, athlétisme, cyclisme et basket-ball) voit le jour en 1924 sous la présidence de Jean Hugon. En 1929, l'Olympique de Béja (OB), club légendaire de la cité, voit le jour sous la présidence de Mahmoud Mnekbi. En coupe de Tunisie de football, l'OB joue les demi-finales contre le Club africain en 1956 et la finale contre l'Avenir sportif de La Marsa en 1993, le Club sportif sfaxien en 1995 et 2010 et le Club africain en 1998 ; il remporte deux titres en 1993 et 2010. L'Olympique de Béja remporte également le championnat de Tunisie féminin de basket-ball en 1967 et le championnat de Tunisie de rugby à XV en 1979.

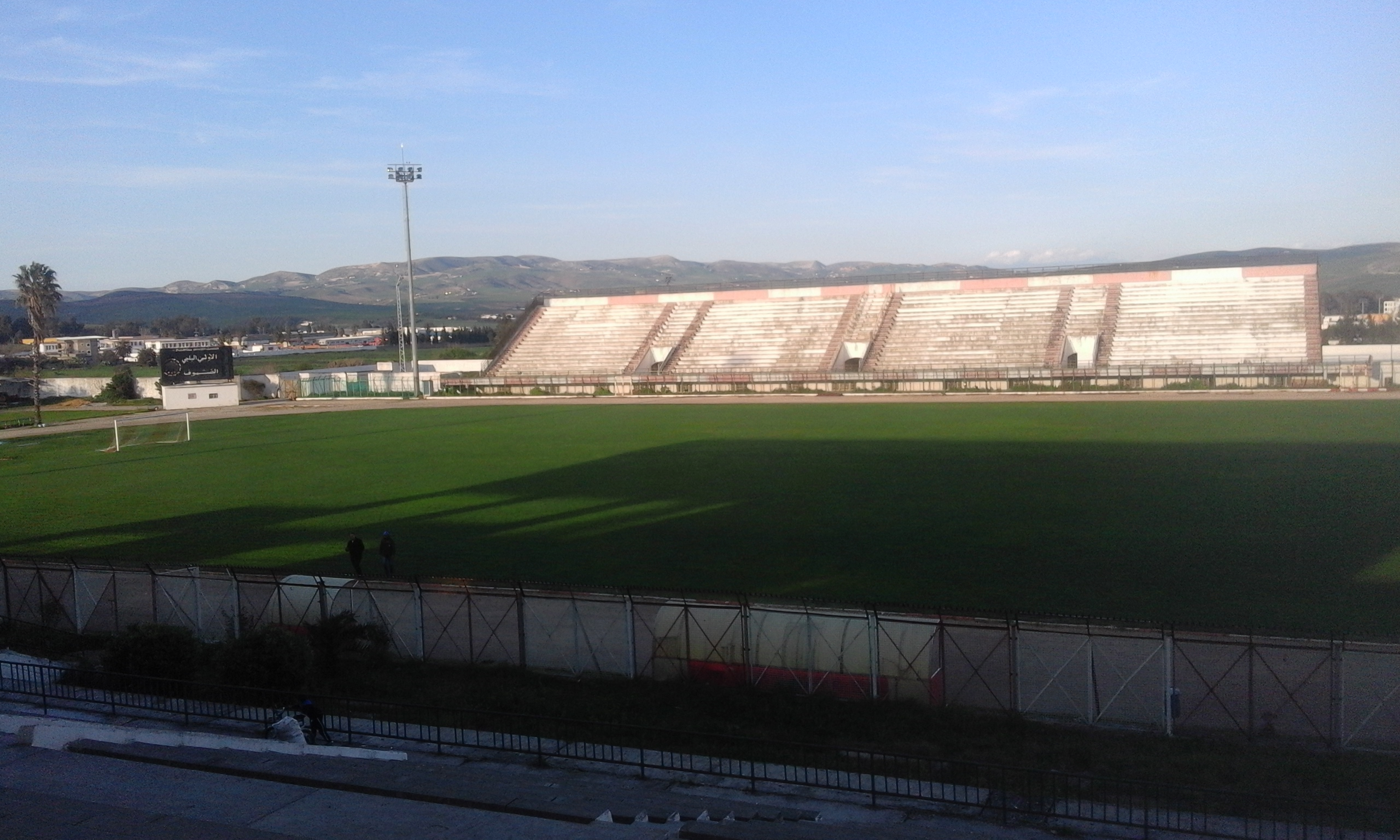
Stade Boujemaa-Kmiti.

La ville de Béja dispose d'un stade de football, le stade Boujemaa-Kmiti, ainsi que trois terrains annexes de football. La salle omnisports et une salle couverte d'une capacité d'accueil de 2 500 places y sont inaugurées en 1992 ; elles accueillent diverses activités sportives dont les arts martiaux. D'autres terrains découverts existent pour la pratique du basket-ball et du handball.
Outre l'Olympique de Béja, plusieurs équipes sportives sont basées à Béja :
- le Rugby Club Béja, club de rugby à XV fondé en 1969 ;
- l'Avenir sportif de Béja, club de volley-ball.

## Jumelages
La ville de Béja est jumelée avec la ville de Beja au Portugal ; cette relation est concrétisée par la participation annuelle aux foires agricoles et économiques organisées périodiquement dans les deux villes et par la réalisation d'un monument intitulé « Place de l'Amitié » dans les deux villes.